# Mobilitätsstation

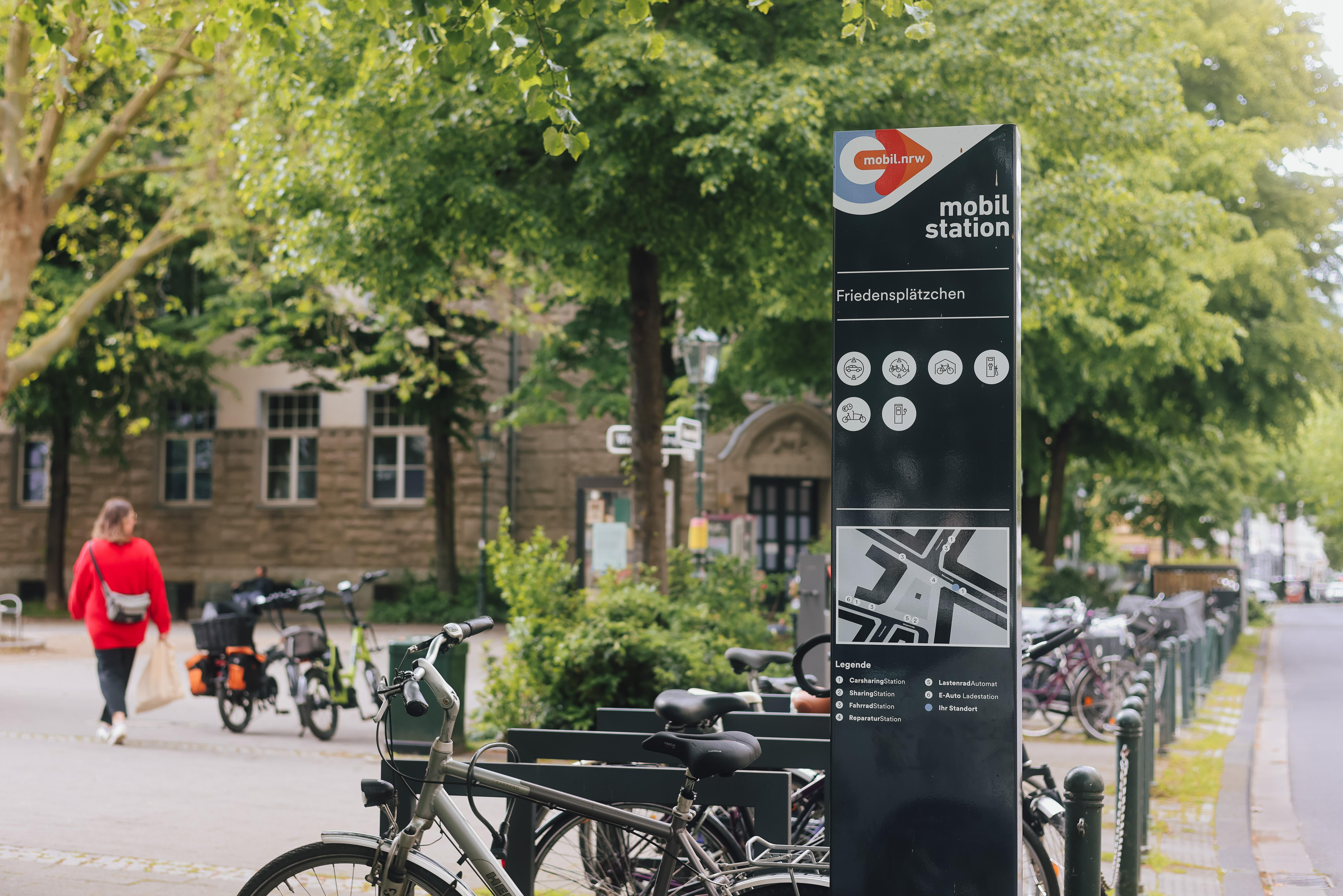
Quartiersmobilstation
Friedensplätzchen in Düsseldorf

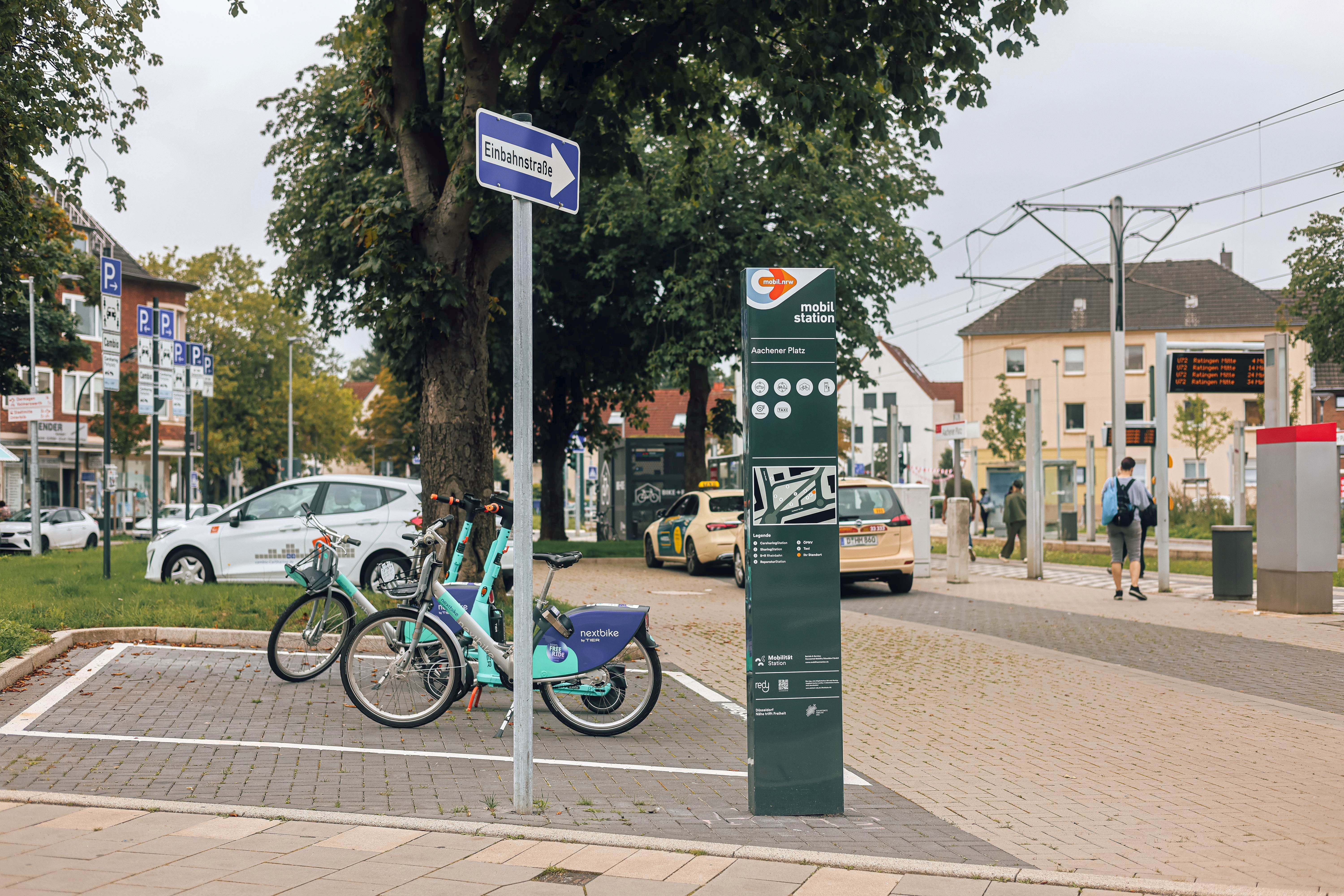
Städtisch zentrale Mobilstation
Aachener Platz in Düsseldorf

Mobilitätsstationen oder Mobilstationen (englisch Mobility Hubs) sind (meistens) öffentlich zugängliche Orte, die verschiedene Mobilitätsangebote an einem Standort miteinander verknüpfen. Damit ist das Ziel verbunden, multi- und intermodales Verkehrsverhalten zu unterstützen, also den Übergang zwischen verschiedenen Verkehrsmitteln des Personenverkehrs zu vereinfachen, umweltverträgliche Verkehrsmittel zu stärken und eine Mobilität ohne eigenen Pkw zu ermöglichen.
Vielfach handelt es sich bei Mobilitätsstationen um hochgerüstete und um zusätzliche Mobilitätsangebote ergänzte ÖPNV-Haltestellen und andere Verkehrsknotenpunkte. Damit stellen sie die notwendigen physikalischen Umstiegs- und Verknüpfungspunkte für das Mobility-as-a-Service-Verkehrskonzept dar, mit dem im Rahmen der Verkehrswende eine Transformation der bislang eher autogerecht gestalteten Städte in menschengerechtere, nachhaltige Städte erreicht werden soll.

## Mobilitätsstationen als Schlüsselelemente von Mobility-as-a-Service

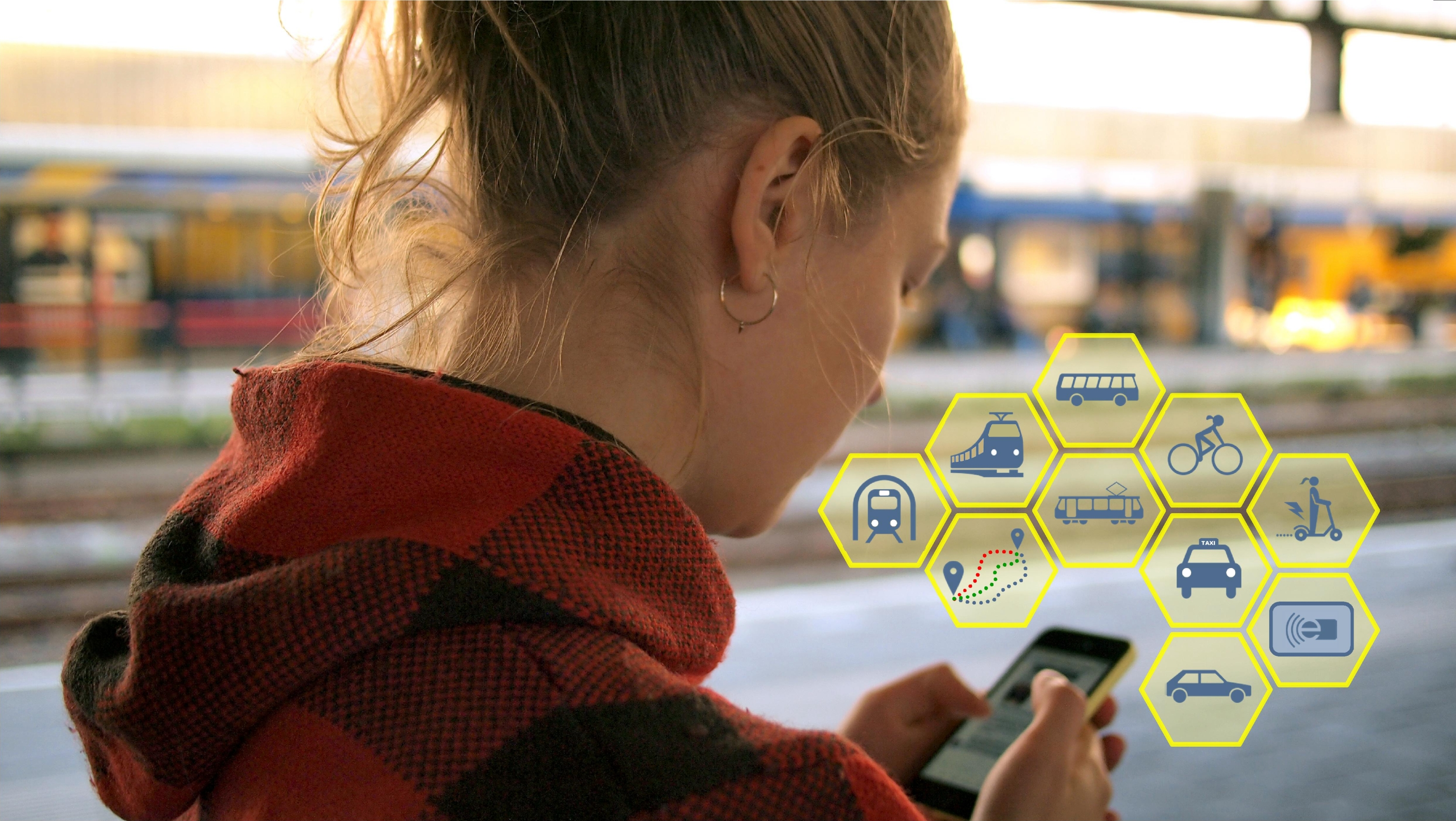
Symbolfoto: Mobility-as-a-Service

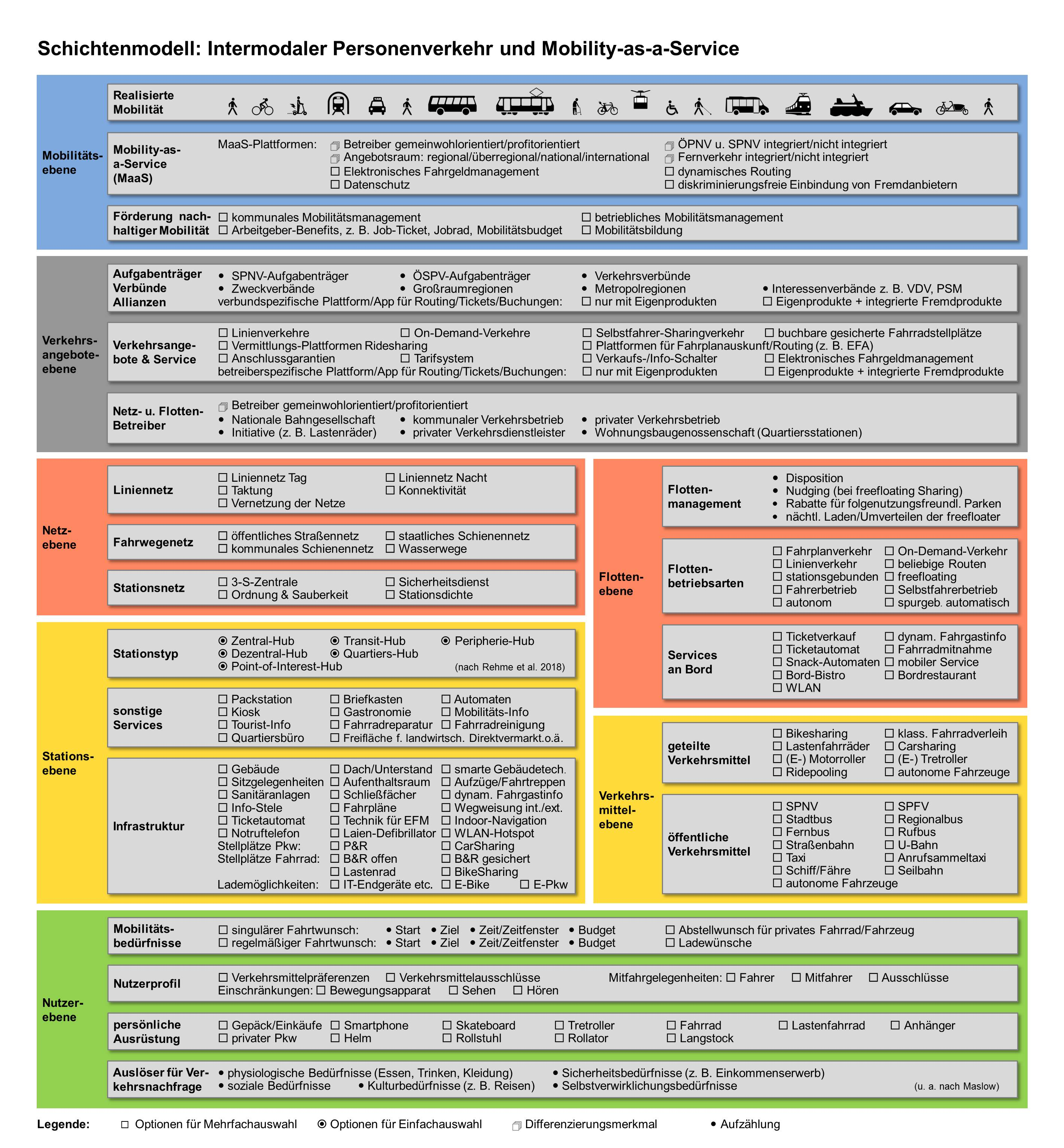
Schichtenmodell intermodaler Personenverkehr und MaaS
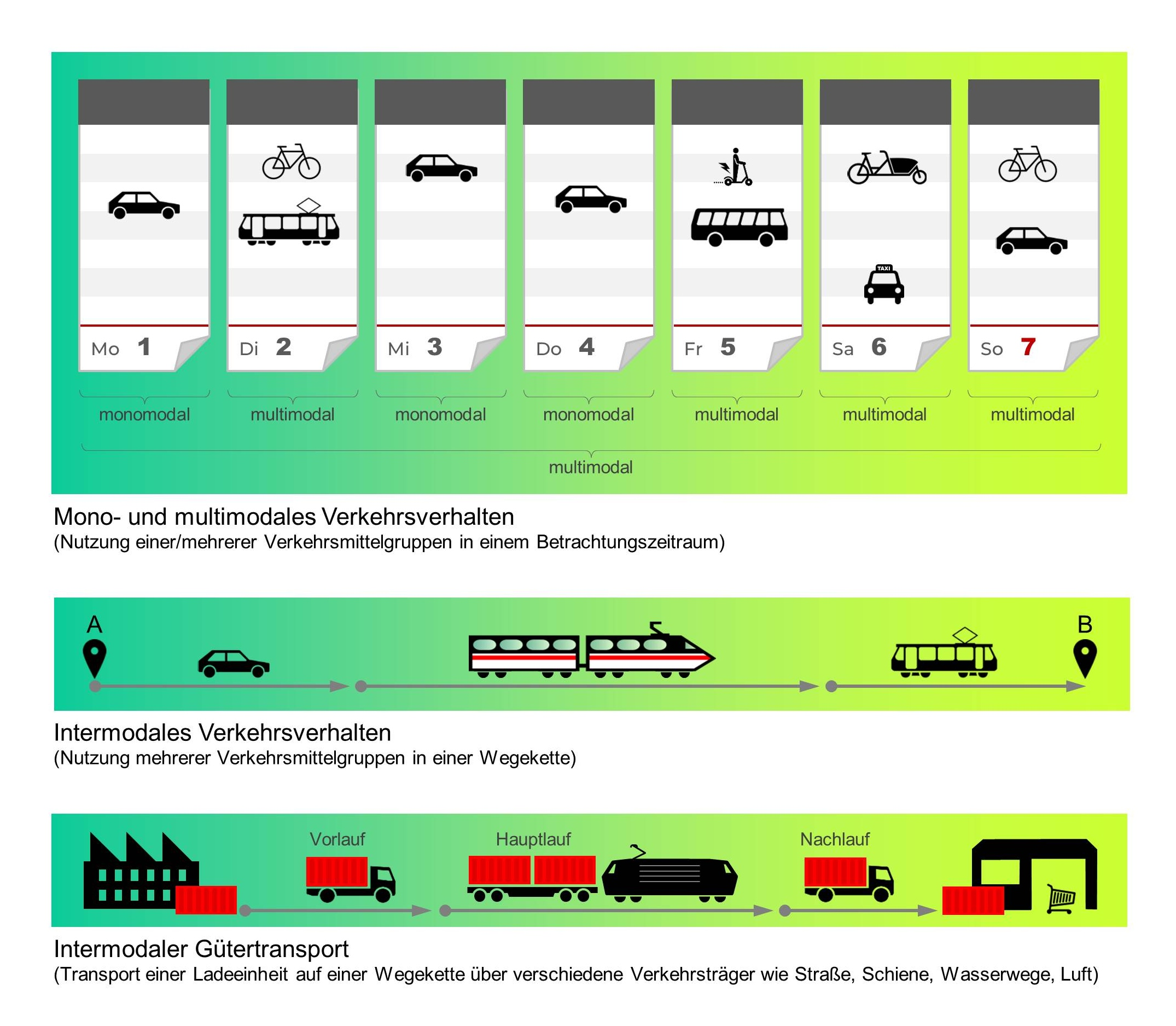
Mono-, multi- und intermodaler Verkehr

Mobility-as-a-Service (MaaS) begreift Mobilität als eine Dienstleistung und stellt damit die Nutzer und ihre Mobilitätsbedürfnisse in den Mittelpunkt. MaaS bündelt anbieterübergreifend die verschiedenen Mobilitätsdienste zu einem kombinierten, multimodalen Service und macht ihn über eine einzige digitale Schnittstelle inklusive Routing- und Bezahlfunktionen zugänglich.
Dabei bildet der Öffentliche Personen-Nah- und -Fernverkehr das Rückgrat der Angebote und wird ergänzt durch Angebote verschiedener geteilter Verkehrsmittel (Carsharing, Bike-Sharing, E-Scooter-Sharing, Ridesharing-, Ridepooling-, Taxi- und Fahrdienst-Angebote), auch Aktive Mobilität des Nutzers (Fußverkehr, Fahrradfahren, Tretroller) wird für Teilstrecken in Betracht gezogen. Die Routing-Funktion schlägt dem Nutzer verschiedene Verkehrsmittel-Kombinationen als Wegeketten für seinen Fahrtwunsch vor und aktualisiert sie mithilfe von Echtzeitinformationen auch bei schon angetretener Fahrt, so dass die Wegekette z. B. bei Staus oder verspäteten Verkehrsmitteln abgeändert werden kann. Die Bezahlfunktion entbindet den Nutzer von aufwändigen Recherchen zu Tarifsystemen der einzelnen Verkehrsmittel und rechnet nach beendeter Fahrt die tatsächlich in Anspruch genommenen Dienste auf Basis von Bestpreis-Kalkulation über einen einzigen Bezahlkanal ab. MaaS soll den Besitz eines eigenen Pkw überflüssig machen und zielt darauf ab, den besten Nutzen für die Nutzer, die Gesellschaft und die Umwelt zu bieten.
Mobilitätsstationen stellen die notwendigen physikalischen Verknüpfungspunkte zum Umstieg zwischen den verschiedenen Verkehrsmittel dar. Um diesem Anspruch gerecht zu werden, bedürfen die Stationen über die bisher übliche Ausrüstung von Haltestellen und Bahnhöfen hinaus zusätzlicher Infrastruktur und technischer Ausstattung.
Da sich das Thema aktuell sehr dynamisch entwickelt und viele Umsetzungsprojekte auch intensiv wissenschaftlich begleitet werden, entstehen zurzeit zum Gesamtthema und zu Teilthemen zahlreiche Forschungsberichte, Leitfäden und Abhandlungen, beispielsweise allgemein zu Shared Mobility, zu E-Tretrollern im Stadtverkehr, aber auch allgemein zu Chancen und Risiken von MaaS.

## Stationstypen
Für eine strukturierte Gesamtplanung von Stationsnetzen und die Feinplanungen und Dimensionierungen der einzelnen Stationen ist es sinnvoll, die Stationen zu kategorisieren und jeder festgelegten Kategorie eine empfohlene Mindestausstattung und optionale Ausstattungselemente zuzuordnen. Für diese Kategorisierung gibt es verschiedene Ansätze. Beispielsweise werden in der smartStations-Studie zwölf Stationstypen (L1 bis S4) vorgeschlagen, die sich aus den vier Raumkategorien urbaner Raum (1), suburbaner Raum (2), ländliches Zentrum (3) und sonstiger ländlicher Raum (4) sowie drei Stationshierarchiestufen (je nach Anzahl der zu verknüpfenden Mobilitätsangebote und sonstiger Ausstattung der Station: groß = L, mittel = M, klein = S) ergeben. In einem Beitrag zum 9. Wissenschaftsforum Mobilität an der Universität Duisburg-Essen wurde von Marco Rehme et al. eine Kategorisierung in fünf Stationstypen anhand ihrer primären Funktion vorgeschlagen.
| Mobilitätsstationstyp  | Primäre Funktionserfüllung |
| ---------------------- | --- |
| Zentral-Hubs           | Fokus auf Anbindung des öffentlichen Verkehrs und die Verbindung der Kernstadt mit dem (über)regionalen Verkehr |
| Transit-Hubs           | Optionale Transferpunkte bei der Verbindung des Stadtkerns mit den Stadtteilquartieren |
| Dezentral-Hubs         | verkehrlich relevante Punkte im öffentlichen Raum ohne direkten Anschluss an den überregionalen SPNV/SPFV; Zubringer zum übergeordneten ÖV-Netz; überwiegend Quelle oder Ziel von Fahrten; Überwindung der „ersten“ bzw. „letzten Meile“ |
| Peripherie-Hubs        | Weiterentwicklung von Park&Ride-Angeboten, z. B. um Lademöglichkeiten für Elektromobilität |
| Quartiers-Hubs         | Erster bzw. letzter Umstiegspunkt der Ende-zu-Ende-Ketten mit Fokus auf mikromobile Konzepte, d. h. kleine zusätzliche Stationen in weniger dicht besiedelten Wohnquartieren                                                             |
| Point-of-Interest-Hubs | Verbindung zu hochfrequentierten Einzeldestinationen, z. B. Flughäfen, Shopping Malls, Event- und Besichtigungsstätten |

Während in der 2. Auflage des nordrhein-westfälischen Handbuchs Mobilstationen noch eine vereinfachte Stationskategorisierung nach der Systematik der smartStations-Studie verwendet wird, kommt in der 3. Auflage eine modifizierte Kategorisierung ähnlich Marco Rehme et al. 2018 zur Anwendung. Auch das MobistaR-Grundlagenpapier fokussiert sich auf eine modifizierte Kategorisierung nach Marco Rehme et al. 2018.
Die Stationskategorisierung ist in erster Linie ein Planungsinstrument für die Planer, Errichter und Betreiber von Stationen und Stationsnetzen. Nutzer müssen sich damit in der Regel nicht beschäftigen, für die in erster Näherung nur interessant ist, welches Mobilitätsangebot ihnen wo zu welchen Bedingungen und in welcher Qualität geboten wird. Daher unterscheiden Nutzerinformationen auch oft nur zwischen „kleinen“ und „großen“ Stationen eines Netzes. Eine Ausnahme in dieser Hinsicht bilden die Quartiers-Mobilitätsstationen, bei deren Planung üblicherweise eine intensivere Bürgerbeteiligung stattfindet.

### Quartiers-Mobilitätsstationen
Quartiers-Mobilitätsstationen stellen für die Bewohner eines Wohnquartiers die Schnittstellen zwischen den immobilen Wohnstätten und der multimodalen Mobilitätswelt dar. Zentrale Aufgabe ist die Sicherstellung der „ersten“ bzw. „letzten Meile“ von intermodalen Wegeketten. Darüber hinaus sollen sie mit Verkehrsmittelangeboten der Nah- und Mikromobilität viele Alltagsziele der Quartiersbewohner über die fußläufige Erreichbarkeit hinaus in zeitlichen Dimensionen einer 15-Minuten-Stadt erreichbar machen.
Oftmals soll eine Quartiers-Mobilitätsstation den Quartiersbewohnern über die Mobilitätsangebote hinaus auch als ein Ort zum Verweilen und zur Begegnung dienen. Besonders in Großstädten wächst das Problem der Anonymität in Wohnquartieren mit der Folge, dass die gefühlte Einsamkeit und damit einhergehende psychische Erkrankungen in den vergangenen Jahren deutlich zugenommen haben. Dem kann durch eine Stärkung der Nachbarschaftlichkeit entgegengewirkt werden. Daher bieten sich neben Sitzgelegenheiten, Sanitäranlagen, Nahversorgungseinrichtungen und einer (anbieterunabhängigen) Paketstation als weitere quartiersförderliche Ausstattungselemente z. B. ein Quartiersbüro, Aufenthalts- und Multifunktionsräume, Co-Working-Spaces und ggf. auch ein Nachbarschaftscafé oder andere Gastronomie-Angebote an. Je nach Stationsgröße sind auch Freiflächen für wechselnde Nutzung (saisonaler Obst-/Spargelverkauf, kleiner Wochenmarkt, Stadtteilfeste, Info-/Promotionsstände, Boule-Spiel etc.) sehr wirkungsvoll. Solche Maßnahmen der Stadt- und Quartiersentwicklung werden in der Regel unter entsprechender Bürgerbeteiligung geplant. Zur Finanzierung können oftmals auch öffentliche Fördergelder in Anspruch genommen werden.
Quartiers-Mobilitätsstationen werden nicht selten verwechselt oder unzulässig gleichgesetzt mit Quartiers-Fahrradabstellanlagen, die in der Nähe von Mehrfamilienhäusern errichtet werden sollten, wenn in den Häusern selbst oder direkt davor keine zumutbaren Fahrradparkmöglichkeiten für die Bewohner bestehen oder geschaffen werden können. Während gesicherte Stellplätze in Quartiers-Abstellanlagen Heimathafencharakter für die Fahrräder haben und dauerhaft vermietet werden können, müssen sie in Quartiers-Mobilitätsstationen als erstem bzw. letztem Umstiegspunkt von Ende-zu-Ende-Wegeketten zumindest anteilig flexibel buchbar sein. Auch hinsichtlich der Entfernungsbedingungen unterscheiden sich die beiden Anlagentypen deutlich: Während die von den Nutzern üblicherweise akzeptierte Maximaldistanz zwischen Gebäudezugang und einer Quartiers-Fahrradsammelgarage z. B. in dem von der Hamburger Behörde für Stadtentwicklung und Wohnen (BSW) herausgegebenen Leitfaden Fahrradparken im Quartier mit rund 100 m angegeben wird, liegt der Einzugsbereich einer Quartiers-Mobilitätsstation je nach dortigem Verkehrsmittelangebot meistens deutlich darüber. Gleichwohl macht eine aufeinander abgestimmte Vernetzung einer Quartiers-Mobilitätsstation mit umliegenden Quartiers-Fahrradabstellanlagen Sinn.

#### Subtypen
Bei Quartiers-Mobilitätsstationen haben sich inzwischen zwei grundlegend unterschiedliche Subtypen und eine Mischform herausgebildet, für die sich aber bislang noch keine einheitlichen Benennungen eingebürgert haben:
- Öffentliche Quartiers-Mobilitätsstationen
Bei öffentlichen Quartiers-Mobilitätsstationen stehen die Angebote ohne Einschränkung der Allgemeinheit zur Verfügung. Sie werden in der Regel von Kommunen oder Verkehrsbetrieben/Verkehrsverbünden oder unter deren maßgeblicher Beteiligung auf öffentlichen Flächen errichtet und betrieben. Im Wuppertaler MiQ-Handbuch[12] werden drei verschiedene Größenklassen und fünf empfehlenswerte Betreiber- und Finanzierungsmodelle für öffentliche Quartiers-Mobilitätsstationen vorgeschlagen. Die vorstehend beschriebenen Maßnahmen der Stadt- und Quartiersentwicklung lassen sich üblicherweise nur in öffentlichen Quartiers-Mobilitätsstationen umsetzen.
- Nichtöffentliche Quartiers-Mobilitätsstationen
Nichtöffentliche Quartiers-Mobilitätsstationen werden in der Regel von Wohnungsbaugenossenschaften, privatwirtschaftlichen Immobilienbetreibern oder Eigentümergemeinschaften auf privaten Flächen errichtet und betrieben und stehen mit ihren Angeboten dann nur einem eingeschränkten Personenkreis zur Verfügung, z. B. den Bewohnern einer Wohnanlage. Solche nichtöffentlichen Stationen entstehen auch bei Quartierssanierungen, überwiegend aber im Zuge von Neubauprojekten, die als Ziel eine verminderte Nutzung des privaten Pkw haben.
- Teilöffentliche Quartiers-Mobilitätsstationen
Teilöffentliche Quartiers-Mobilitätsstationen stellen eine Mischform der beiden vorgenannten Stations-Subtypen dar: Ihre Mobilitätsangebote stehen vorrangig einem eingeschränkten Personenkreis (z. B. den Beschäftigten in einer Gewerbeimmobilie) zur Verfügung, können aber bei entsprechend freien Kapazitäten oder zu bestimmten Zeiten auch von der Allgemeinheit in Anspruch genommen werden. Dabei kommt z. B. das Prinzip des pulsierenden CarSharings zur Anwendung, bei dem statt der Nutzung eines privaten ein CarSharing-Auto für die Arbeitswege gebucht wird. Zwischen den Buchungszeiträumen für die Arbeitswege stehen die Fahrzeuge an entsprechenden arbeitsplatz- bzw. wohnortnahen Stationen für Buchungen anderer Nutzer zur Verfügung.

#### Beispiele und weiterführende Informationen
- Eine der bekanntesten Quartiers-Mobilitätsstationen ist die Station auf dem Schusterplatz in Wuppertal, die im September 2019 eröffnet wurde. Das Projekt wurde intensiv wissenschaftlich begleitet. Dabei entstand auch ein Leitfaden, der sich an Akteure aus Politik und Verwaltung, Wirtschaft und Zivilgesellschaft richtet.[12]
- Im hamburgischen Bezirk Altona wurde im Februar 2023 in enger Nachbarschaft zum hvv switch Paul-Roosen-Straße (Anbindung an zwei Buslinien, Carsharing) in der Holstenstraße der Quartiers-Hub Altona eröffnet.[13] Über die Mobilitätsangebote hinaus zeichnet sich diese Station durch einen „Beratungskiosk“ aus, wo Beratungsleistungen und Unterstützungsangebote zu den Themen Grundeinkommen, Wohnen und Schulden sowie Schulungsangebote für die Menschen im Quartier angeboten werden. Im so genannten „Sozialkiosk“ werden Produkte des täglichen Bedarfs, Lebensmittelspenden und warme Mahlzeiten ausgegeben. Außerdem hat die Station die Funktion eines so genannten „Micro-Depots“, wo von zwei Paketdiensten Pakete angeliefert und mit Lastenfahrrädern ins Quartier zu den Empfängern geliefert werden.
- Das Bachplätzchen in Düsseldorf-Unterbilk galt lange Zeit als unübersichtlicher Verkehrspunkt mit gefährlicher Straßenführung, wo es durch chaotische Parkmanöver immer wieder zu unsicheren Situationen für Fußgänger und Radfahrer kam. In einer mehrmonatigen Planungs- und Umbauphase wurde das Bachplätzchen zu einem urbanen Zukunftsort der Begegnung mit einem umfangreichen Mobilitätsangebot umgebaut und im Dezember 2022 als erste Düsseldorfer Quartiers-Mobilitätsstation wiedereröffnet.[14] Die vorbildhafte Umgestaltung wurde im September 2023 mit dem Deutschen Ingenieurpreis Straße und Verkehr ausgezeichnet.[15]
- Zwei Quartiers-Mobilitätsstationen in einer Ende 2021 fertiggestellten Wohnanlage mit 110 Appartements im niederbayerischen Pfarrkirchen beweisen, dass Sharing mit E-Fahrzeugen nicht nur in Ballungszentren funktioniert. Für die Bereitstellung der Fahrzeuge entrichtet die Wohnungseigentümergemeinschaft eine monatliche Gebühr an einen Mobilitätsanbieter, der sämtliche im Zusammenhang mit der Anschaffung, Instandhaltung, Wartung und dem Betrieb der Fahrzeuge anfallenden Kosten trägt. Nutzererlöse werden offengelegt und mit der Bereitstellungsgebühr verrechnet.[16]
- 2020 hat die städtische Wohnungsbaugesellschaft GWG München (heute Münchner Wohnen GmbH) im Stadtteil Ramersdorf ihre erste Mobilitätsstation in Betrieb genommen. Um den Bewohnern der Bad-Schachener-Straße einen Anreiz zu geben, auf das Auto zu verzichten, werden E-Lastenräder, Fahrradanhänger, Plattenwagen und Einkaufstrolleys verliehen. Außerdem gibt es ein stationsbasiertes Carsharing-Angebot. Alle fahrradbasierten Sharing-Bausteine sind kostenfrei, Carsharing ist mit reduzierter Anmelde- und Nutzungsgebühr möglich, die Nutzungsdauer ist auf vier Stunden beschränkt.[17]

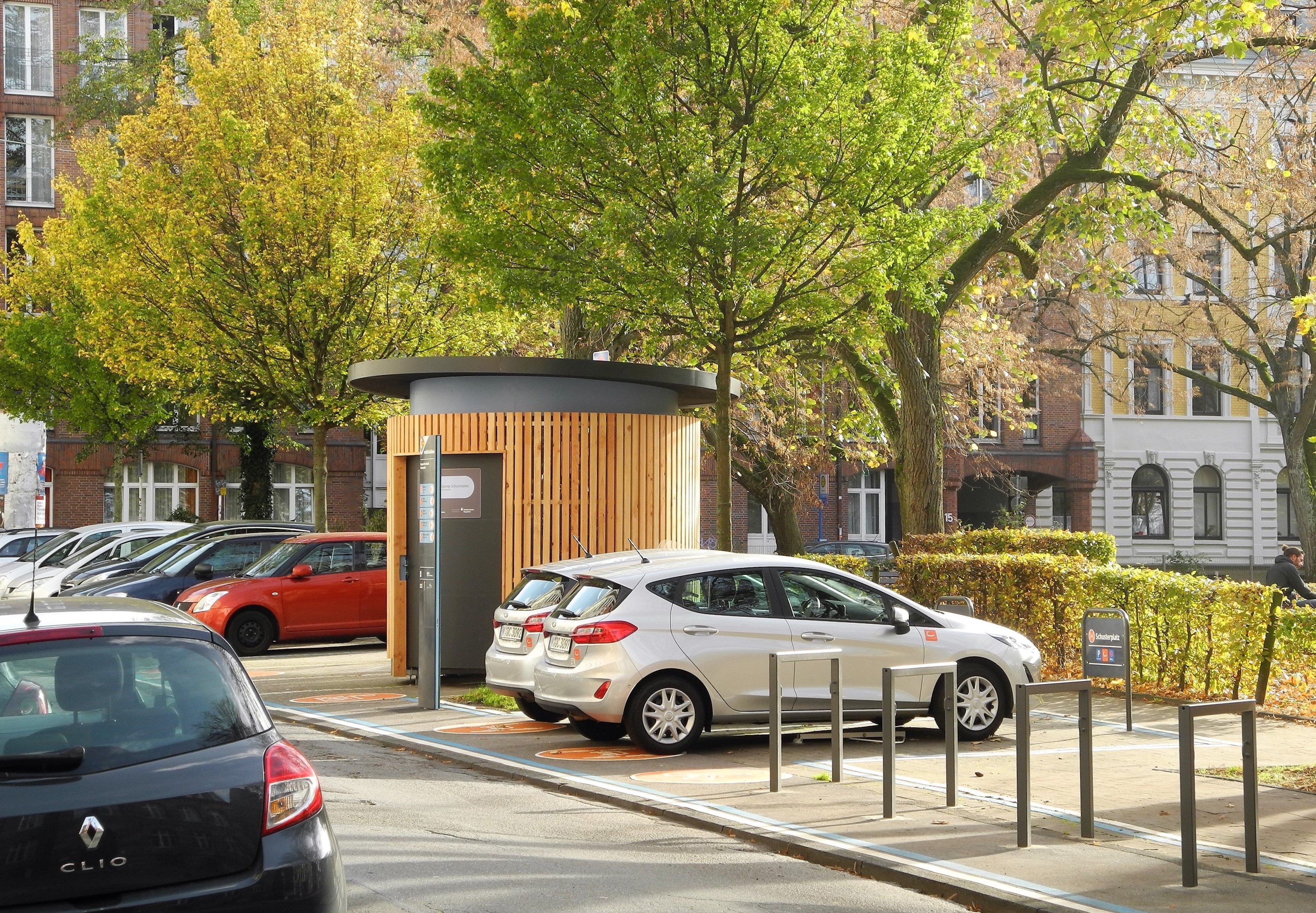
Wuppertal
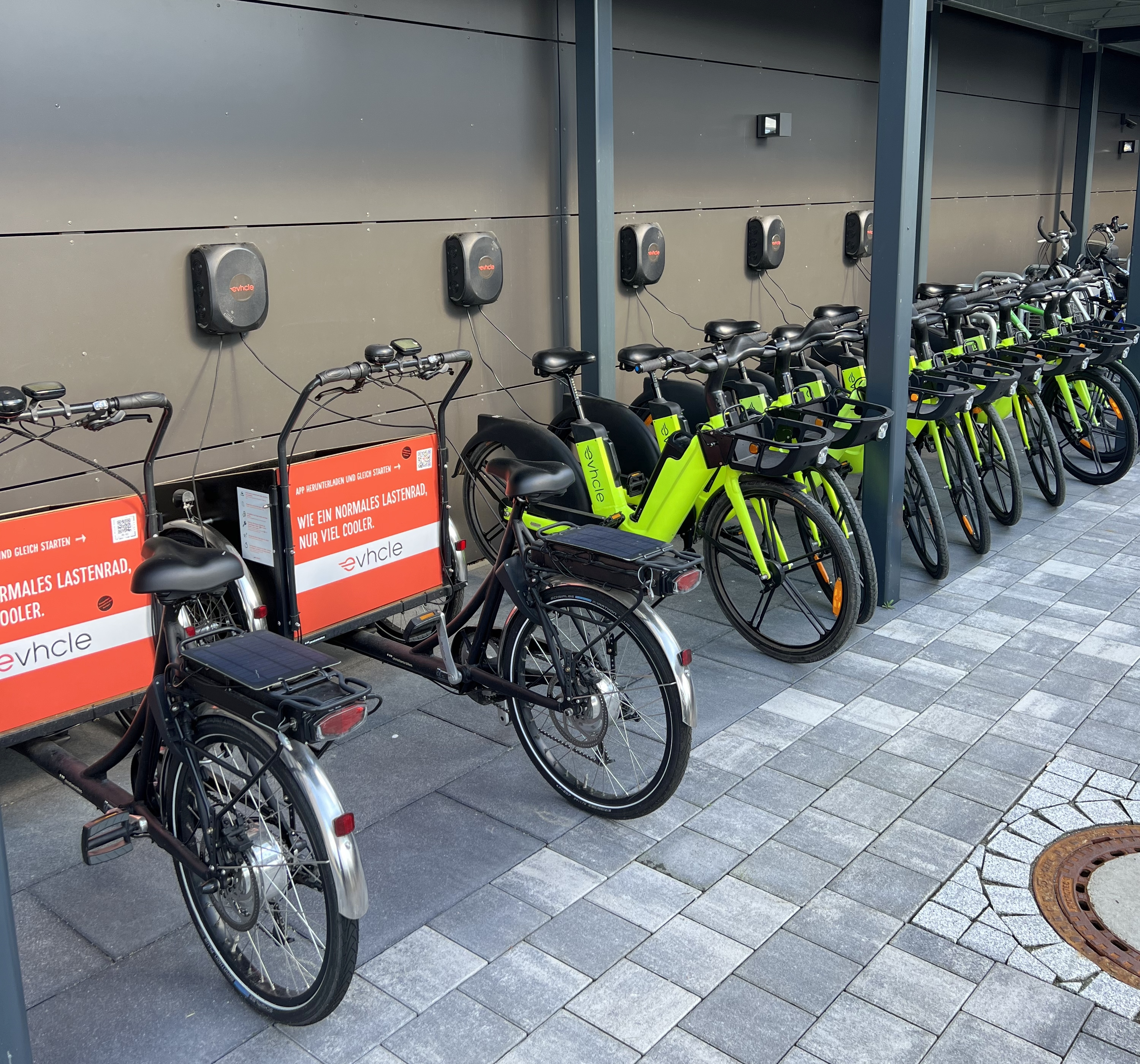
Pfarrkirchen
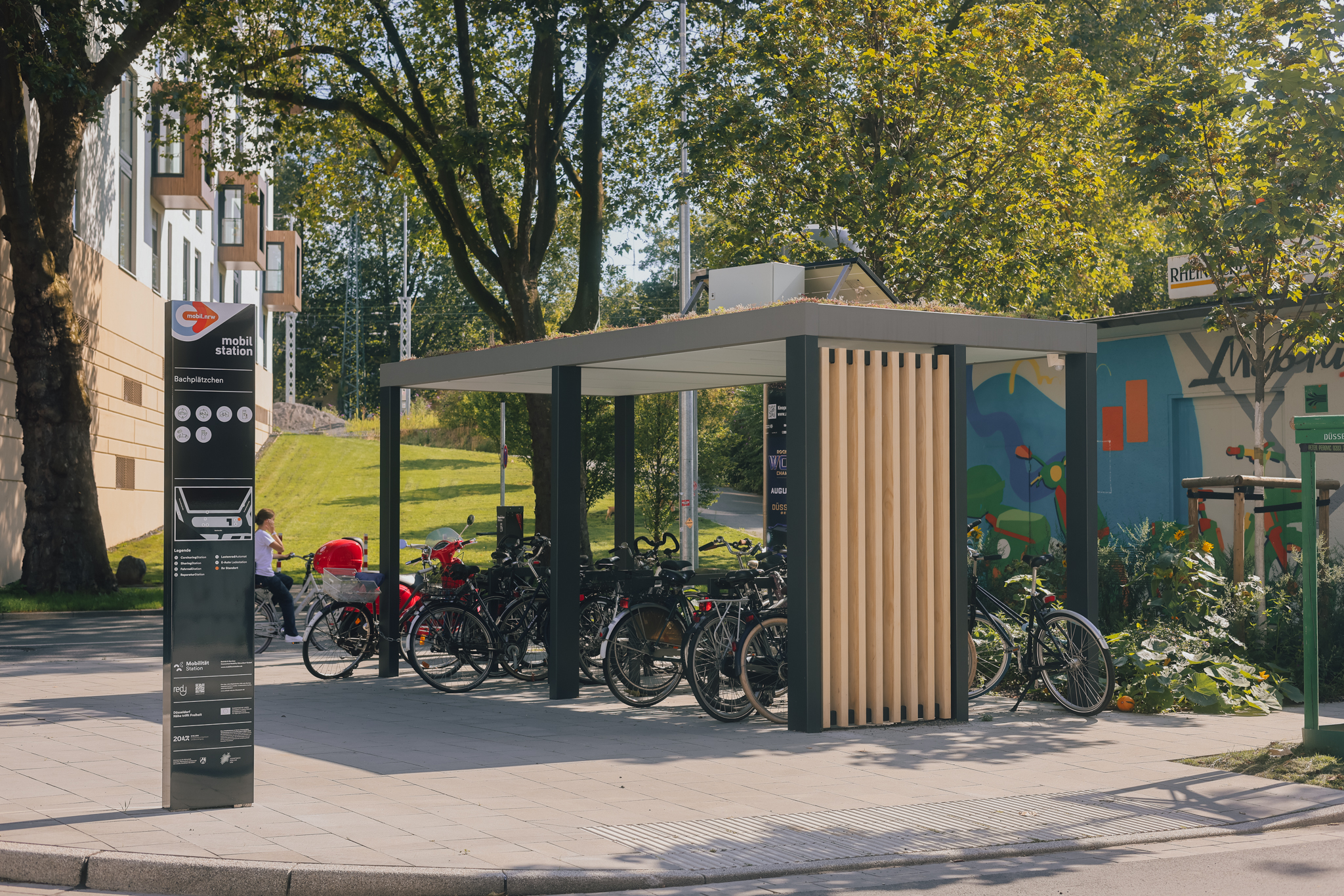
Düsseldorf

Weitere Beispiele und Handlungsempfehlungen können dem Leitfaden Intelligent mobil im Wohnquartier des Bundesweiten Netzwerkes Wohnen und Mobilität/Verkehrsclub Deutschland und dem Handlungsleitfaden City2Share des Deutschen Instituts für Urbanistik entnommen werden.

## Ausstattung der Stationstypen
Die Gesamtübersichten aller möglichen Mobilitätsangebote, weiterer Infrastrukturelemente und Services von Mobilitätsstationen in den verschiedenen Studien, Leitfäden und Handbüchern ähneln sich in hohem Maße. Veröffentlichungen wie das nordrhein-westfälische Handbuch Mobilstationen oder das MobistaR-Grundlagenpapier enthalten auch konkrete Empfehlungen zur stationstypübergreifenden Mindestausstattung und zur Grund- und Zusatzausstattung der einzelnen Stationstypen.

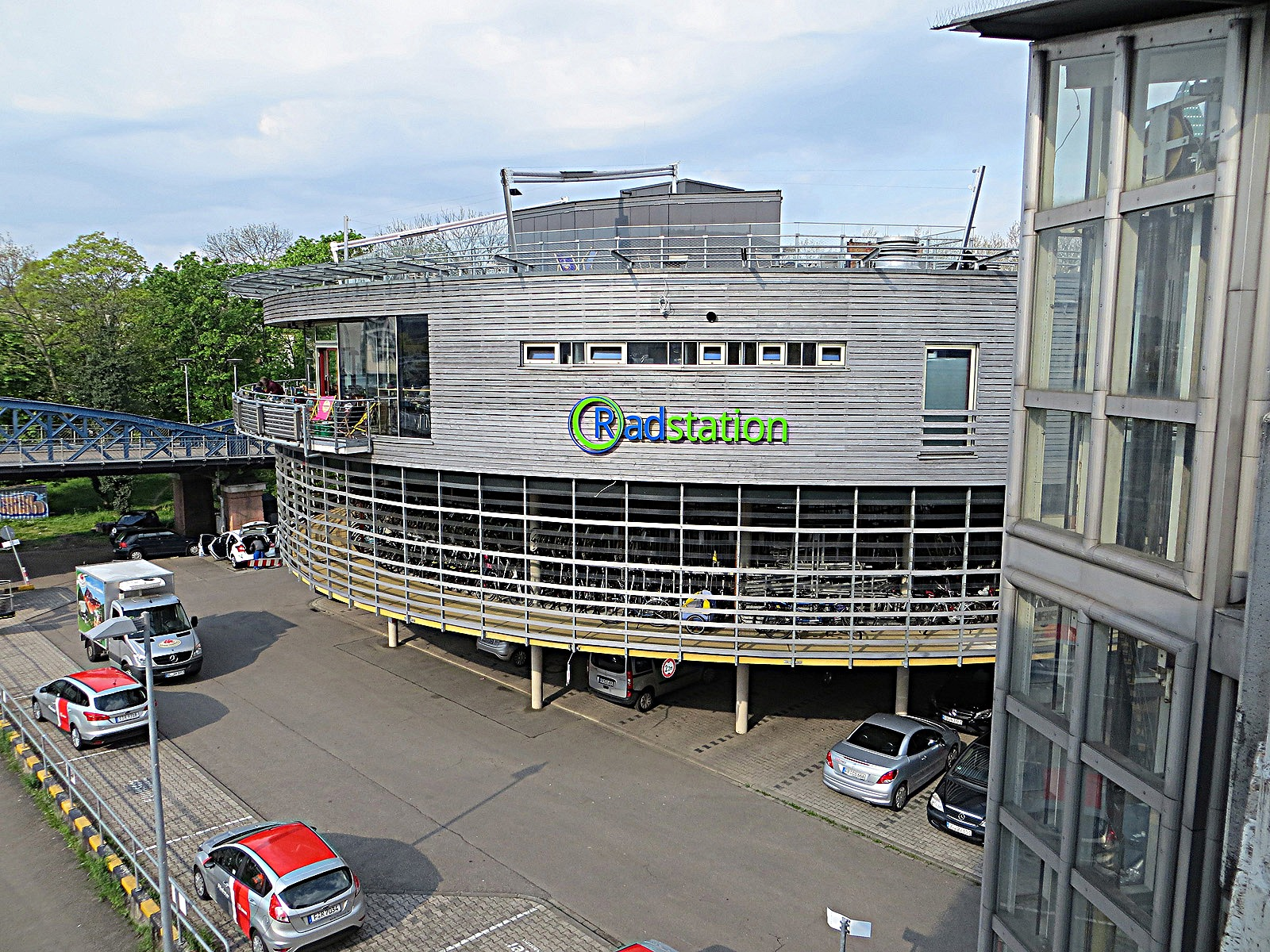
Fahrradservices, Carsharing und Gastronomie
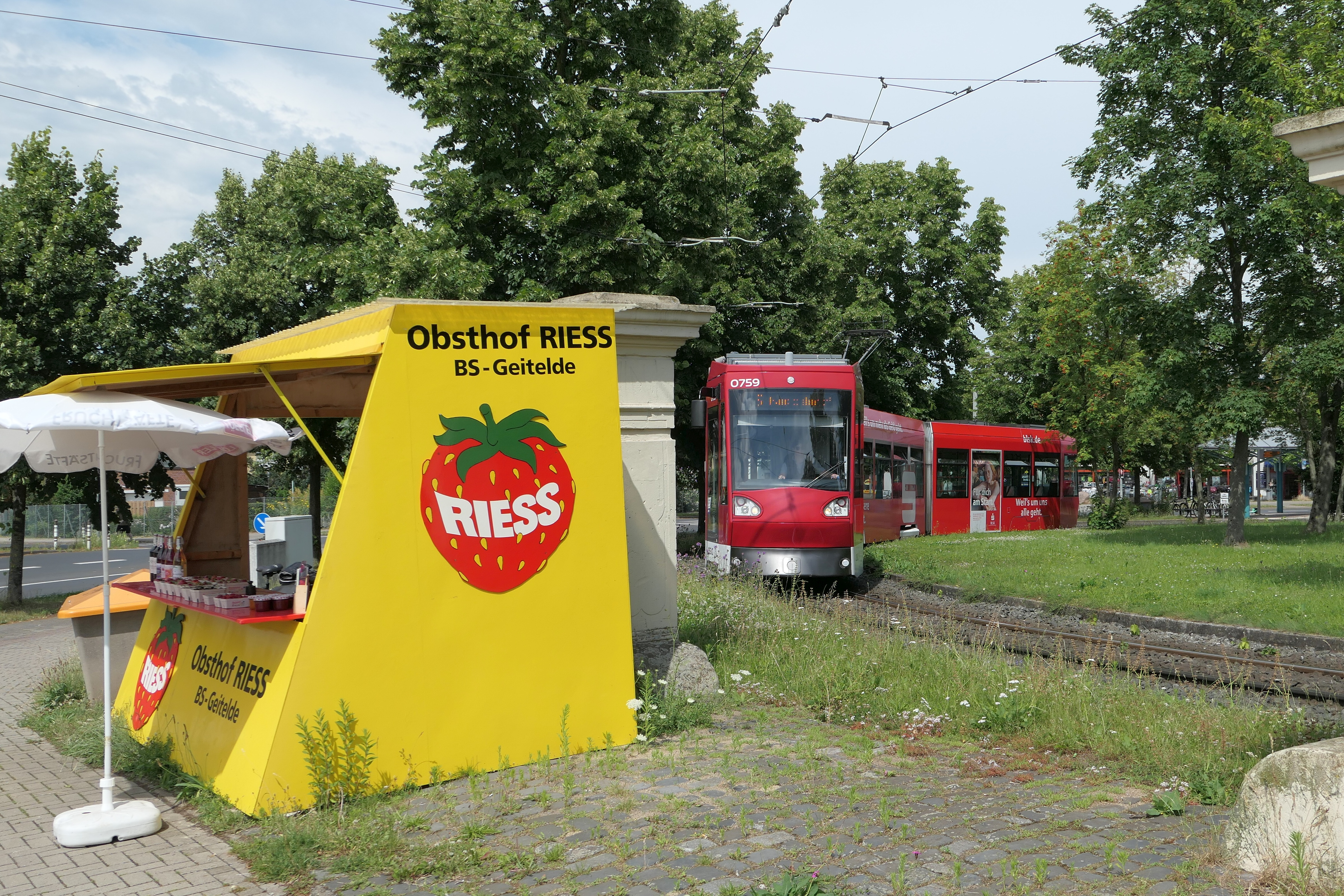
Saisonaler Obstverkauf

| Mobilitätsangebote | Weitere Infrastrukturelemente |
| --- | --- |
| - Öffentliche Verkehrsmittel - Schienenpersonennahverkehr - Regionalbus / Stadtbus - Straßenbahn / U-Bahn - Anrufsammeltaxi, Rufbus - Taxi - Schienenpersonenfernverkehr - Fernbus - Schiff/Fähre - etc. - Geteilte Verkehrsmittel (stationär/free floating) - (E-)Carsharing - (E-)Bikesharing - (E-)Motorroller - (E-)Tretroller - Lastenfahrräder - Ridepooling - etc. | - Verkehrsrelevant - Info-Stele, Übersichts-/Stadtplan, konventionelle Fahrplan/Tarifinfo - Serviceschalter, Ticketautomat - Dynamische Fahrgastinformation - Notruf- und Service-Telefon - WLAN-Hotspot - Technik für Indoor-Navigation - Technik für Elektronisches Fahrgeld-Management - Pkw-Stellplätze, Kiss+Ride - Fahrradabstellanlagen - Ladestation E-Pkw - Ladestation E-Bike - Selbsthilfe-Reparaturstation, Reparatur-Service - geeignete Fläche als virtuelle Haltestelle für Ridepooling - etc. - Sonstiges - Paketstation, Briefkasten - Gepäckschließfächer, Lademöglichkeit für Smartphones - Sitzgelegenheiten, Aufenthaltsfläche/-raum, Sanitäranlagen - Überdachungen, Witterungsschutz - Begrünung, Schattenbäume - Co-Working-Spaces - Quartiersbüro - Verkaufsautomaten, z. B. Regiomat - Freifläche z. B. für saisonale landwirtschaftliche Direktvermarktung, Info-/Promotionsstände, Quartiersfest - Nachbarschaftscafé oder andere Gastronomie - Laiendefibrillator - Sportflächen z. B. für Calisthenics oder Boule - etc. |

Grundsätzlich ist davon auszugehen, dass sich Mobility-as-a-Service noch stark weiterentwickeln wird und sich damit auch die Anforderungen an die Ausstattung von Mobilitätsstationen wandeln werden. Beispielsweise kann es z. B. zu starken Nachfrageverschiebungen zwischen verschiedenen geteilten Verkehrsmitteln oder zwischen ungeschützten und geschützten Fahrradabstellanlagen kommen. Weitgehend ungeklärt sind auch die möglichen Auswirkungen auf MaaS, wenn autonomes Fahren aus dem Versuchsstadium in den Regelbetrieb übergeht. Aus diesen Gründen sollten leicht änderbare und skalierbare Installationen bei der Stationsausstattung bevorzugt werden. Denkbar ist auch im Bereich von Mobilitätsstationen ein Einsatz temporärer Versuchsplattformen ähnlich der bei Fahrradabstellanlagen bekannten Fahrradflundern, um damit z. B. Parkkonzepte oder Haltesysteme für E-Tretroller auf Alltagstauglichkeit und Akzeptanz zu testen.

### Technische Ausstattung für Mobility-as-a-Service

#### Mobiler Internetzugang

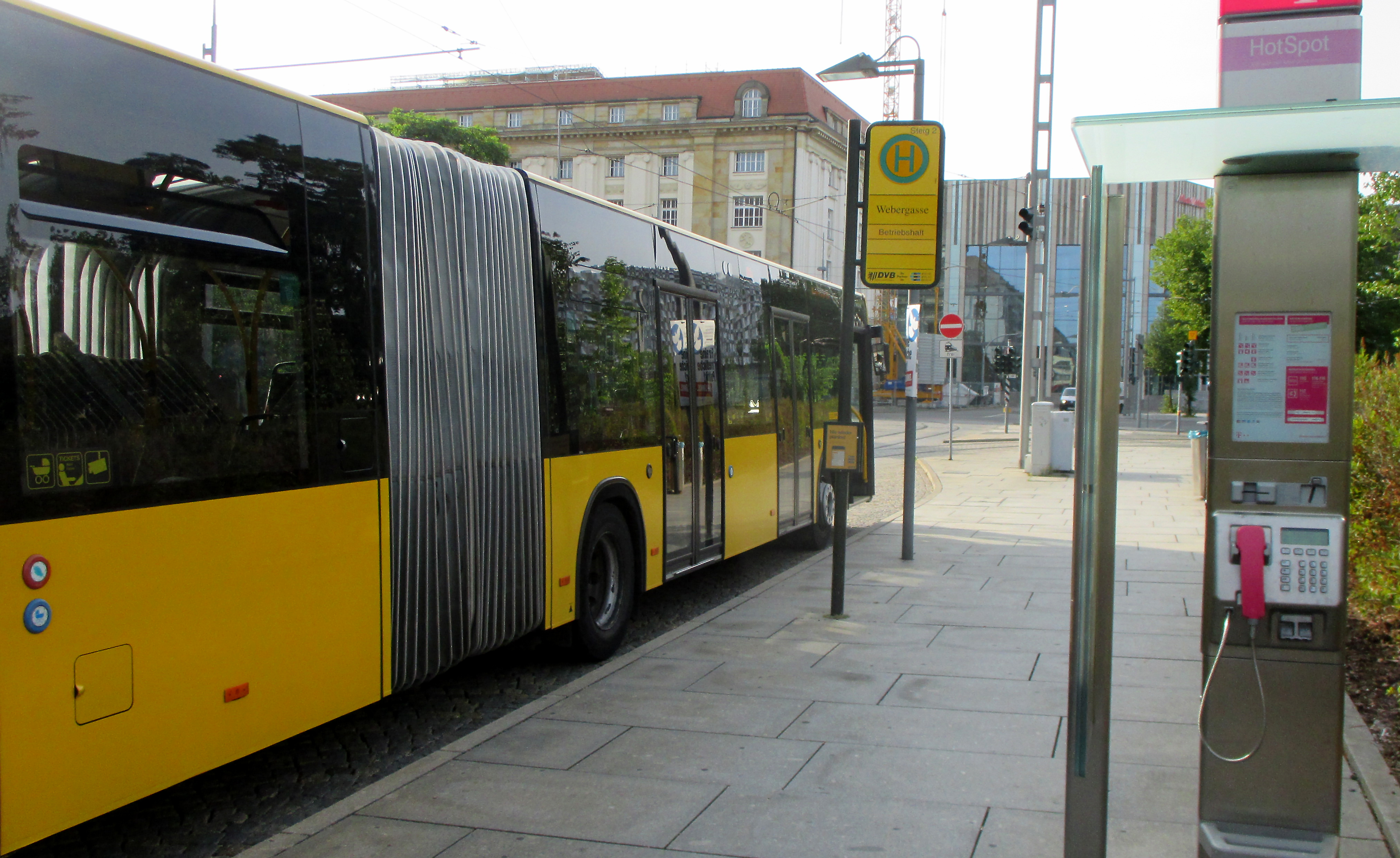
Haltestelle mit WLAN-Hotspot

Eine wesentliche Voraussetzung für Mobility-as-a-Service ist ein zuverlässiger und leistungsfähiger mobiler Internetzugang zumindest in den Start-, Umsteige- und Zielstationen, möglichst aber auch durchgehend unterwegs in den Fahrzeugen während der gesamten Wegekette: Ohne funktionierenden Internetzugang lässt sich kaum noch ein geteiltes Verkehrsmittel für die Benutzung freischalten. Nur wenn der MaaS-App auf dem Smartphone jederzeit Echtzeitdaten zur Verfügung stehen, können z. B. geplante Umstiege bei Verspätungen rechtzeitig neu geroutet werden.
Im ländlichen Raum und auf U-Bahn- und anderen Tunnelstrecken sind eine Abdeckung mit einem schnellen Mobilfunknetz und damit ein mobiler Internetzugang aber nicht unbedingt selbstverständlich. Eine Analyse der aktuellen Mobilfunkausleuchtung der Stations-Standorte und eine Recherche eventueller Ausbaupläne der Mobilfunknetzbetreiber sind daher wesentliche Checklisten-Punkte im Planungsprozess zum Aufbau von Mobilitätsstationen. Unabhängig vom Recherche-Ergebnis bietet eine standardmäßige Ausstattung aller Mobilitätsstationen mit einem WLAN-Hotspot wesentliche Vorteile:
- Komfortangebot für Smartphone-Nutzer mit begrenztem Datenvolumen und damit zugleich eine Maßnahme zur Entkräftung von Gentrifizierungsbedenken[3] gegenüber MaaS
- Verbesserung der Resilienzeigenschaften von MaaS (redundante Internet-Zugangsmöglichkeit/Rückfallebene bei Störungen im Mobilfunknetz)
- zusätzlicher Kanal für die Nutzer-Positionsbestimmung bei Be-In/Be-Out-Verfahren bei Elektronischem Fahrgeldmanagement-System
- Außerdem gewinnt damit jede WLAN-Mobilitätsstation einen Mehrwert, der sie insbesondere in Quartieren und im ländlichen Raum zu einem Ort zum Verweilen und zur Begegnung machen kann.

#### Technik für Elektronisches Fahrgeldmanagement
Ein wesentlicher Anspruch von Mobility-as-a-Service ist, die Nutzer von aufwändigen Recherchen zu Tarifsystemen und Einzelbuchungen der einzelnen Verkehrsmittel zu entbinden. Stattdessen soll ein Elektronisches Fahrgeldmanagement-System (EFM) die auf einer Wegekette tatsächlich in Anspruch genommenen Dienste weitestgehend automatisiert erfassen und nach beendeter Fahrt über einen einzigen Bezahlkanal abrechnen. Für den ÖPNV in Deutschland ist ein solches System unter dem Namen eTicket Deutschland bekannt.
Für die Erfassung der in Öffentlichen Verkehrsmitteln in Anspruch genommenen Dienste gibt es in EFM-Systemen drei verschiedene Verfahren:
- Bewusste Handlungen des Nutzers am Beginn und Ende der Wegekette: Check-In/Check-Out (CiCo)
Die aktiven An- und Abmeldevorgänge beim CiCo-Verfahren können Bedienhandlungen auf einer Smartphone-App sein oder der Nutzer hält eine Chipkarte bzw. sein Smartphone vor ein Lesegerät an der Haltestelle oder direkt im Fahrzeug; das Lesegerät signalisiert die erfolgreiche Erfassung. Das aktive Check-Out wird in der Realität oftmals vergessen und führt zu entsprechenden Nachbearbeitungsaufwänden.
- Automatische Detektion von Beginn und Ende der Wegekette: Be-In/Be-Out (BiBo)
Beim BiBo-Verfahren erfolgt durch Funksysteme eine automatische Anwesenheitserfassung des Fahrgastes in den Fahrzeugen.
- Bewusste Handlung bei Beginn, anschließend automatische Anwesenheitserfassung: Check-In/Be-Out (CiBo)
Beim CiBo-Verfahren meldet sich der Fahrgast aktiv an, anschließend wird seine Anwesenheit in den Fahrzeugen bis zum Ende der Wegekette automatisch erfasst.

Bei allen drei Verfahren ist eine Positionsbestimmung des Nutzers für die Abrechnung erforderlich, zumindest des Start- und des Zielpunktes bei Luftlinienabrechung, kontinuierlich bei Abrechnung der gefahrenen Streckenkilometer. Im Rahmen zahlreicher Modellversuche wurden die Vor- und Nachteile der drei Verfahren, verschiedene technische Lösungen für die Positionsbestimmung und die Akzeptanz der Nutzer getestet.
Im Bundesland Nordrhein-Westfalen haben sich die Verkehrsverbünde auf eine einheitliche Verwendung des CiBo-Verfahrens geeinigt.
Jüngste EFM-Projekte stützen sich auf die Nutzung von Smartphones mit ihren verschiedenen drahtlosen Kommunikationstechnologien ab, um die Detektion des Nutzers und die Kommunikation mit dem Hintergrundsystem des Ticketing-Systems durchzuführen. Dabei werden Standortdaten (ermittelt durch die Geolokalisierungsfunktionen des Smartphones über (WLAN, Mobilfunknetz und GPS)) oder Informationen über die Erfassung des Endgeräts innerhalb des Fahrzeugs (in einem fahrzeugeigenen WLAN oder Bluetooth-Beacon) über Mobilfunk übermittelt.
Damit muss nach heutigem Stand (Anfang 2024) keine spezielle Technik für Elektronisches Fahrgeldmanagement in den Mobilitätsstationen eingebaut werden. Gleichwohl kann es sinnvoll sein, zusätzliche Technik zur Verbesserung der Resilienzeigenschaften von MaaS im Allgemeinen und der Fahrgeldmanagement-Funktionen im Besonderen zu installieren.

#### Indoor-Navigation

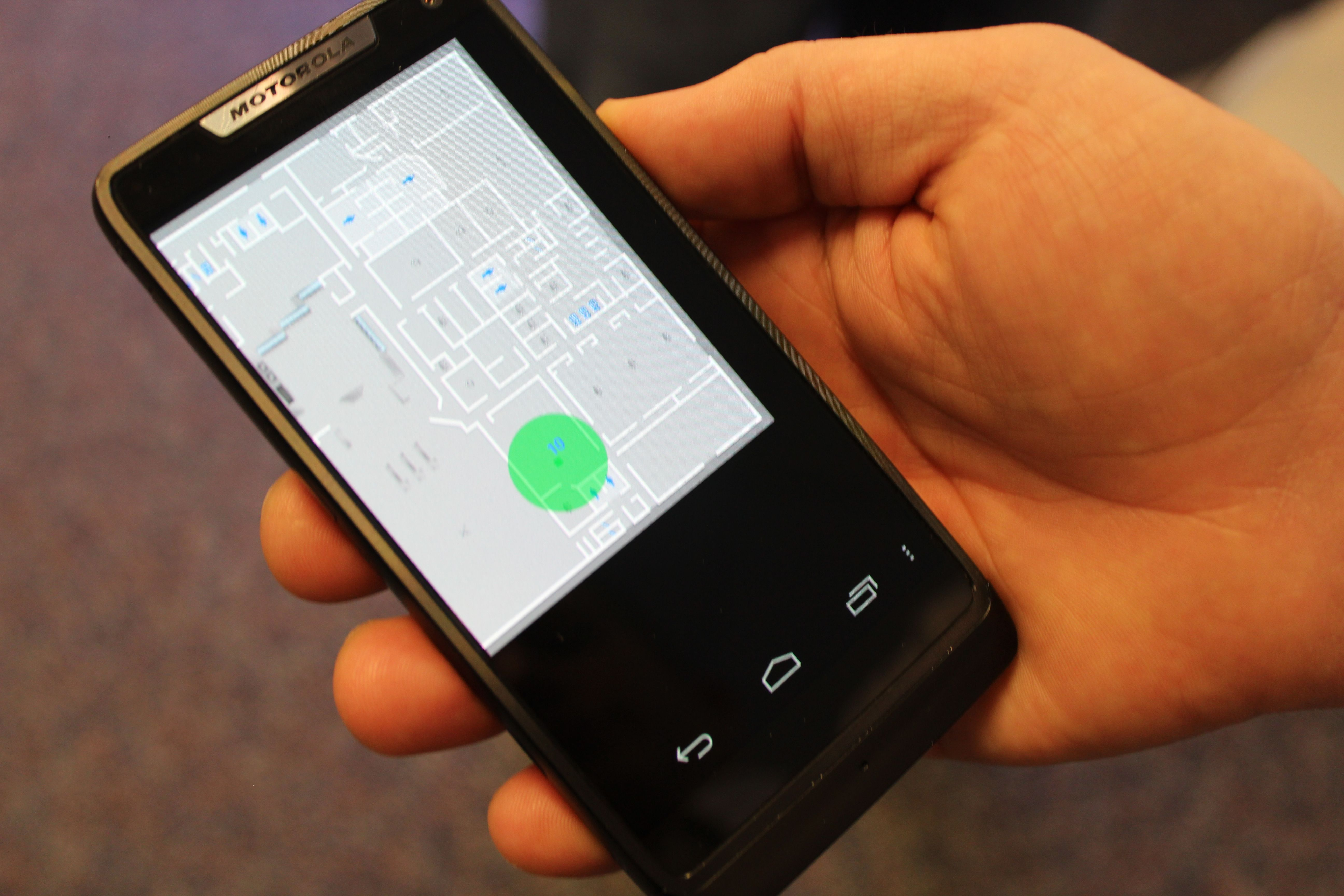
Indoor-Navigation

Insbesondere in großen und für Ortunkundige unübersichtlichen Mobilitätsstationen (mehrgeschossige oder sehr weitläufige Stationsanlagen, Keilbahnhof, Flügelbahnhof etc.) funktionieren die Geolokalisierungsfunktionen von Smartphones (über GPS, WLAN und Mobilfunknetz) oftmals nur ungenau, da ein guter Empfang von GPS-Signalen schon durch Bahnsteigüberdachungen stark eingeschränkt sein kann und in Gebäuden oder unterirdischen Stationsteilen in der Regel gar nicht funktioniert. Daher ist in solchen Umgebungen der Einbau zusätzlicher Technik erwägenswert, damit sich Ortsunkundige trotzdem mithilfe ihrer Smartphones leicht zurechtfinden können. Eine deutlich verbesserte Ortung ist schon durch den Einbau von Bluetooth-Beacons zu erzielen. Eine metergenaue Positionsbestimmung der Nutzer ist mithilfe von Indoor-Navigationssystemen möglich: Hierfür bedarf es neben der Installation der funk- oder lichtbasierten Ortungstechnik auch einer genauen Kartierung der Innenräume.

#### Parkraumsensorik
Solange die Verkehrswende noch nicht weit fortgeschritten ist, herrscht auch im Umfeld von Mobilitätsstationen oftmals ein hoher Parkdruck durch private Pkws. Es müssen daher geeignete Konzepte gefunden werden, damit Nutzer von (E-)Carsharing-Fahrzeugen bei der Fahrzeugrückgabe unkompliziert Parkplätze finden können, die im vorwiegend innerstädtischen Kurzstreckenverkehr auch nur bedarfsweise mit einer Ladestation verknüpft sein müssen. Dazu wurden u. a. im Forschungsprojekt City2Share Versuche mit so genannter Parkraumsensorik unternommen, um beispielsweise mithilfe von Radartechnik automatisch freie und belegte Rückgabe-Stellplätze unterscheiden und rückgabewillige Nutzer zu freien Plätzen lotsen zu können.

### Fahrradabstellmöglichkeiten in Mobilitätsstationen
In allen bekannten Leitfäden und Handbüchern werden Fahrradabstellanlagen zur empfohlenen Mindestausstattung aller Stationstypen gerechnet. Dabei wird in den meisten Fällen ein Mix aus kostenfreien offenen Fahrradhalter-Anlagen und kostenpflichtigen geschlossenen Abstellanlagen empfohlen. Letztere bieten insbesondere bei einer Fahrradabstellung über Nacht einen weitaus besseren Schutz gegen Diebstahl, Komponentendiebstahl und Vandalismus. Als Ausführungsformen bieten sich dabei Fahrradboxen, Fahrradhäuschen und Fahrradsammelgaragen an. An großen Mobilitätsstationen kommen auch Fahrradparkhäuser mittlerer Größe, auch in vollautomatischer Ausführung infrage.
Bei der Planung von Fahrradabstellmöglichkeiten in Mobilitätsstationen sollte der heutige Stand der Technik Berücksichtigung finden.
- Produktebene
Für die in Mobilitätsstationen infrage kommenden Fahrradparkprodukte (Fahrradhalter, Doppelstockparker, Fahrradboxen) wird der Stand der Technik heute im Wesentlichen definiert durch die im Mai 2016 in Kraft getretene DIN-Norm 79008 Stationäre Fahrradparksysteme[22] in Verbindung mit dem mittlerweile umfangreichen Spektrum verschiedener normkonformer Modelle. Einen guten Überblick über die verschiedenen normkonformen Modelle bietet eine Webseite des Allgemeinen Deutschen Fahrrad-Clubs ADFC mit einer Bildergalerie und Auflistung der erfolgreich nach DIN 79008 (bzw. vor Mai 2016 auf Grundlage der Technischen Richtlinie TR6102-0911) geprüften Modelle.[23]
- Anlagenebene
Für die darüber hinausgehende Ausgestaltung der Fahrradparkmöglichkeiten auf Anlagenebene wird der Stand der Technik im Wesentlichen beschrieben durch die von der Forschungsgesellschaft für Straßen- und Verkehrswesen (FGSV) herausgegebenen Hinweise zum Fahrradparken[24], für die eine Herausgabe einer aktualisierten Fassung 2025 angekündigt ist[25], die dann auch auf neuere Entwicklungen wie DIN 79008 und die dazu konformen Modelle sowie die stark zunehmende Anzahl von E-Bikes (inkl. notwendiger Lade-Infrastruktur), Lastenrädern und Fahrrädern mit Anhängern eingehen wird.

## Entwicklung und Ausbau von 2003 bis heute
Die ersten Mobilitätsstationen in Deutschland entstanden 2003 in Bremen, darunter eine in unmittelbarer Nähe zum Hauptbahnhof. Von einer internationalen Auswahlkommission wurde Bremen als eines von weltweit drei Beispielen im Bereich Verkehr ausgewählt, seine besonderen Aktivitäten zu Carsharing und Mobilstationen auf der „Urban Best Practice Area“ der Weltausstellung EXPO 2010 in Shanghai zu präsentieren. Die Ausstellung stand unter dem Motto „Better City – Better Life“ und hatte damit einen besonderen Schwerpunkt auf nachhaltiger Stadtentwicklung. Stand November 2021 gab es in Bremen über 47 mobil.punkte und mobil.pünktchen, die rund ein Drittel aller Car-Sharing-Stationen in Bremen ausmachten.
In Hamburg wird seit 2013 unter dem Markennamen hvv switch ein stadtweites Angebot an Mobilitätsstationen errichtet. Aktuell (Stand Januar 2024) existiert in Hamburg ein Netz von über 145 Stationen. Davon befinden sich 25 Stationen an größeren U-Bahn- und S-Bahn-Stationen. Bei den verbleibenden Stationen handelt es sich um dezentrale Mobilitätsstationen auf Stadtteilebene. Die Stationen werden von der Hamburger Hochbahn AG betrieben.
In Leipzig wird seit 2015 ein Netz an Mobilitätsstationen errichtet. Mittlerweile existieren unter der Marke LeipzigMOVE mehr als zwanzig „große“ Mobilitätsstationen und seit 2017 auch eine Vielzahl „kleinerer“ Mobilitätsstationen, aktuell (Stand Januar 2024) sind es insgesamt 58 Stationen.
Ebenfalls 2015 begann der Aufbau des Stationsnetzes der Stadt Offenburg unter der Marke EinfachMobil. Das Angebot umfasst aktuell (Stand Januar 2024) sieben Mobilitätsstationen, an denen Busse, Carsharing und Bikesharing verknüpft werden, sowie 15 Verleihstationen für Autos und/oder Fahrräder. Das Beispiel Offenburgs zeigt, dass auch in Mittelstädten ein ausgeprägtes Netz an Mobilitätsstationen betrieben werden kann.
In Dresden begann der Aufbau des MOBIpunkt-Netzes im September 2018 mit der Einweihung der ersten Station am Pirnaischen Platz im Rahmen der Europäischen Woche für Mobilität. Mittlerweile (Stand Januar 2024) finden sich über 60 MOBIpunkte im gesamten Stadtgebiet.
In Berlin werden seit 2019 Mobilitätsstationen unter der Marke Jelbi durch die Berliner Verkehrsbetriebe (BVG) betrieben. Aktuell (Stand Januar 2024) umfasst das Netzwerk sieben Jelbi-Stationen (verschiedene Fahrzeuge mieten, abgeben & aufladen), sechs Jelbi-Punkte (für alles, was nur zwei Räder hat) und 15 Jelbi-Netze (bestehen aus mehreren Punkten und Stationen in einem Kiez).
In München wurde die erste Mobilitätsstation 2015 als gemeinsames Pilotprojekt durch die Stadt und die Münchner Verkehrsgesellschaft MVG an der Münchner Freiheit errichtet. Die weitere Entwicklung verlief dann nur schleppend, so dass Anfang 2023 insgesamt nur neun Stationen im Stadtgebiet in Betrieb waren. Im Juni 2023 wurde ein Neubeginn gestartet und der erste so genannte Mobilitätspunkt in einem neuen Design in der Knöbelstraße eingeweiht. Bis 2026 will die bayrische Landeshauptstadt das Stationsnetz auf 200 Stationen im Stadtgebiet ausbauen (Stand Januar 2024: 48). Um Verbindungen zwischen Stadt und Umland zu erleichtern, wird es die Mobilitätspunkte auch in den angrenzenden Landkreisen geben.
Das Bundesland Nordrhein-Westfalen hat sich schon frühzeitig entschieden, alle Mobilstationen in einem landesweit einheitlichen Design auszugestalten. Dazu hat die Geschäftsstelle Zukunftsnetz Mobilität NRW auch in mittlerweile 3. Auflage ein eigenes Handbuch herausgegeben. Die erste Mobilstation im landeseinheitlichen Design wurde im April 2017 in Köln eröffnet. Stand Januar 2024 umfasst das mobil.nrw-Stationsnetz 223 Stationen. In der Landeshauptstadt Düsseldorf wurde erst relativ spät (Mai 2022) mit dem Aufbau eines Stationsnetzes begonnen, dafür aber mit ambitionierten Zielen (100 Mobilstationen bis zum Jahr 2030) unter Federführung einer im August 2020 als kommunales Start-up und hundertprozentige Tochter der Stadt gegründeten Connected Mobility Düsseldorf GmbH (CMD).
Auch das Saarland hat sich für ein landesweit einheitliches Design seiner Mobilitätsstationen entschieden und dazu ebenfalls einen Leitfaden herausgegeben. Auch auf Regionsebene gibt es Ausbaupläne und Leitfäden für den Aufbau von Mobilitätsstationsnetzen, z. B. für die KielRegion.
In Österreich verfügt die Bundeshauptstadt Wien mit mehr als 200 „WienMobil Stationen“ (Stand Ende 2023) über das dichteste Netz von Mobilitätsstationen. Nach dem Vorbild von „tim Graz“ entstehen seit dem Jahr 2019 in den Bezirken Graz-Umgebung und Voitsberg die Mobilitätsstationen des Projekts „tim Steirischer Zentralraum“. Im Juli 2023 gab es in den beiden Bezirken bereits 15 Mobilitätsstationen in 13 Gemeinden. Mittlerweile hat sich die Einrichtung von Mobilitätsstationen auch auf Regionen ausgeweitet. Ein Beispiel dafür sind die regionalen Mobilitätsstationen des Mobility.Labs Niederösterreich. Im Projekt „Lisa.Weinviertel“ etwa arbeiten elf Gemeinden zusammen. Dabei wurden zwei Regionalbuslinien neu eingerichtet, Takte verdichtet, Betriebszeiten ausgedehnt und einige Bushaltestellen zu Mobilitätsstationen mit einheitlichem Design aufgewertet. In Vorarlberg wurden seit 2024 landesweit über 15 neue Mobilitätsstationen unter dem Namen „VMOBIL Station“ errichtet.

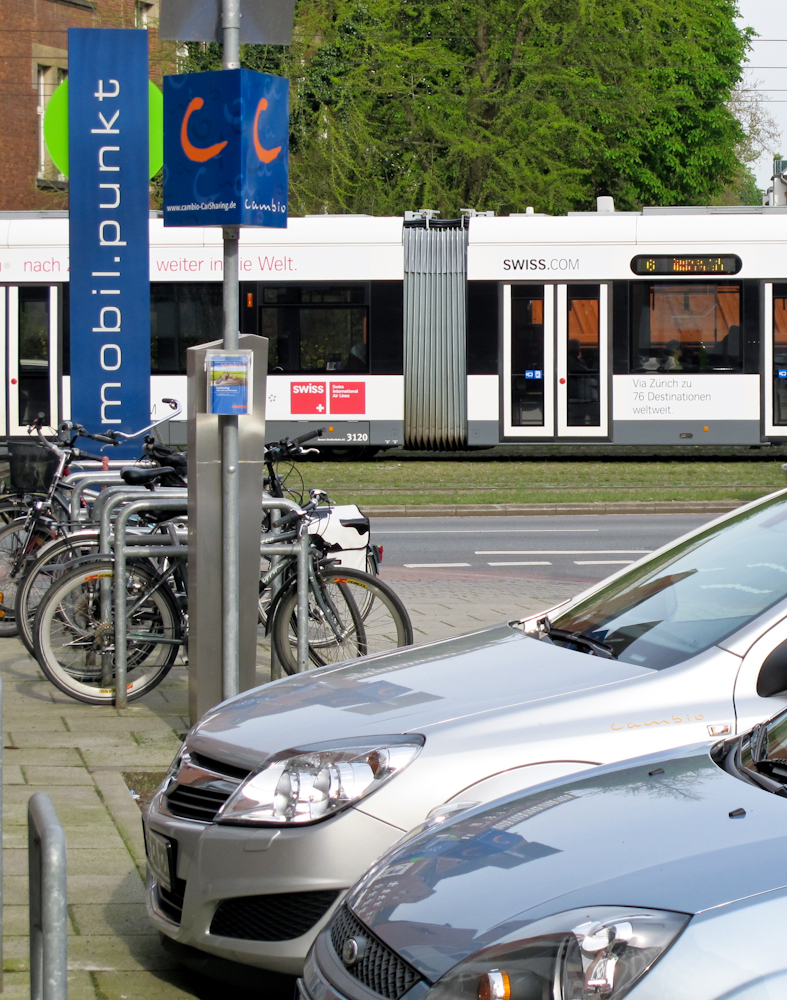
Bremen
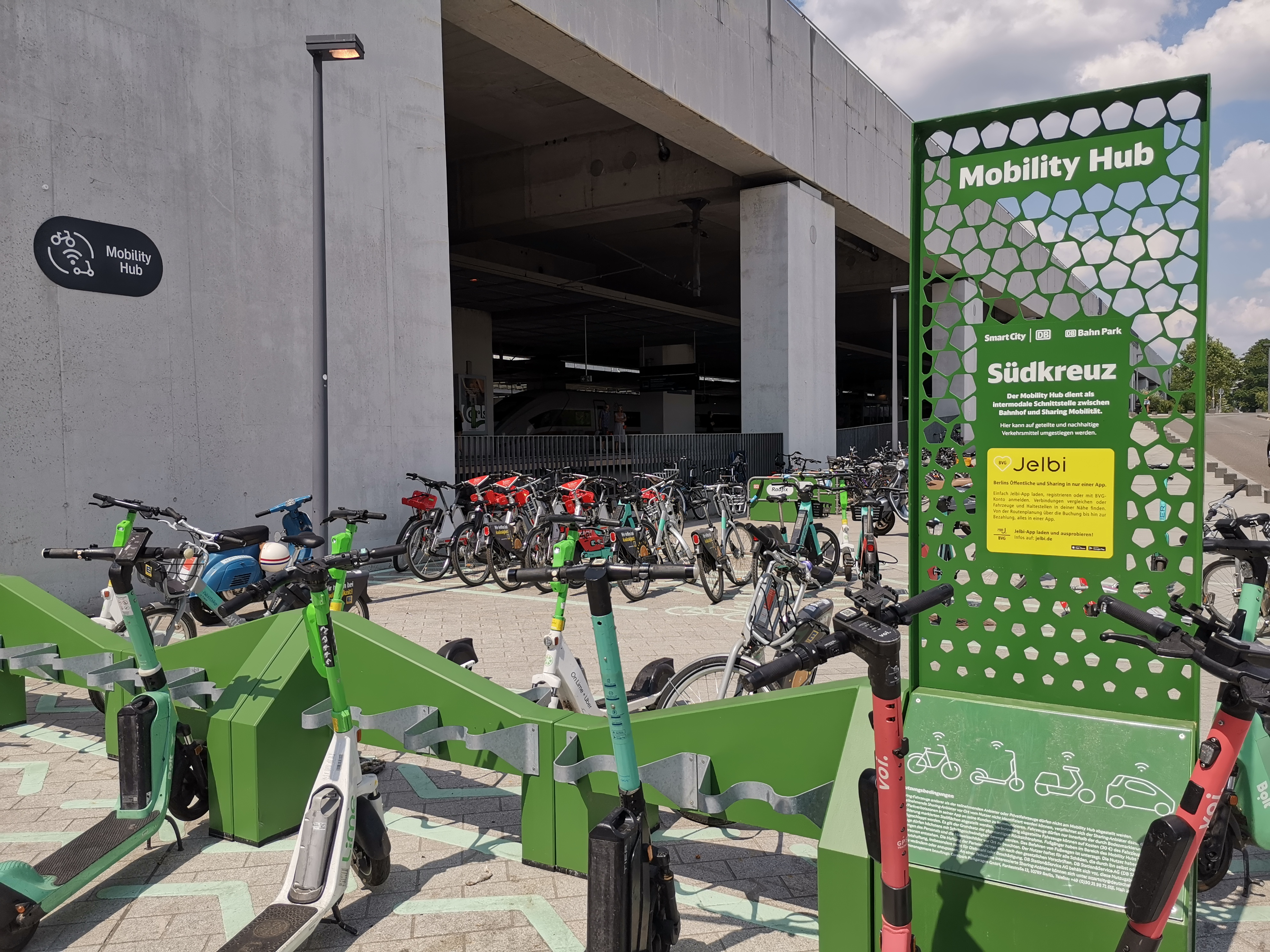
Berlin
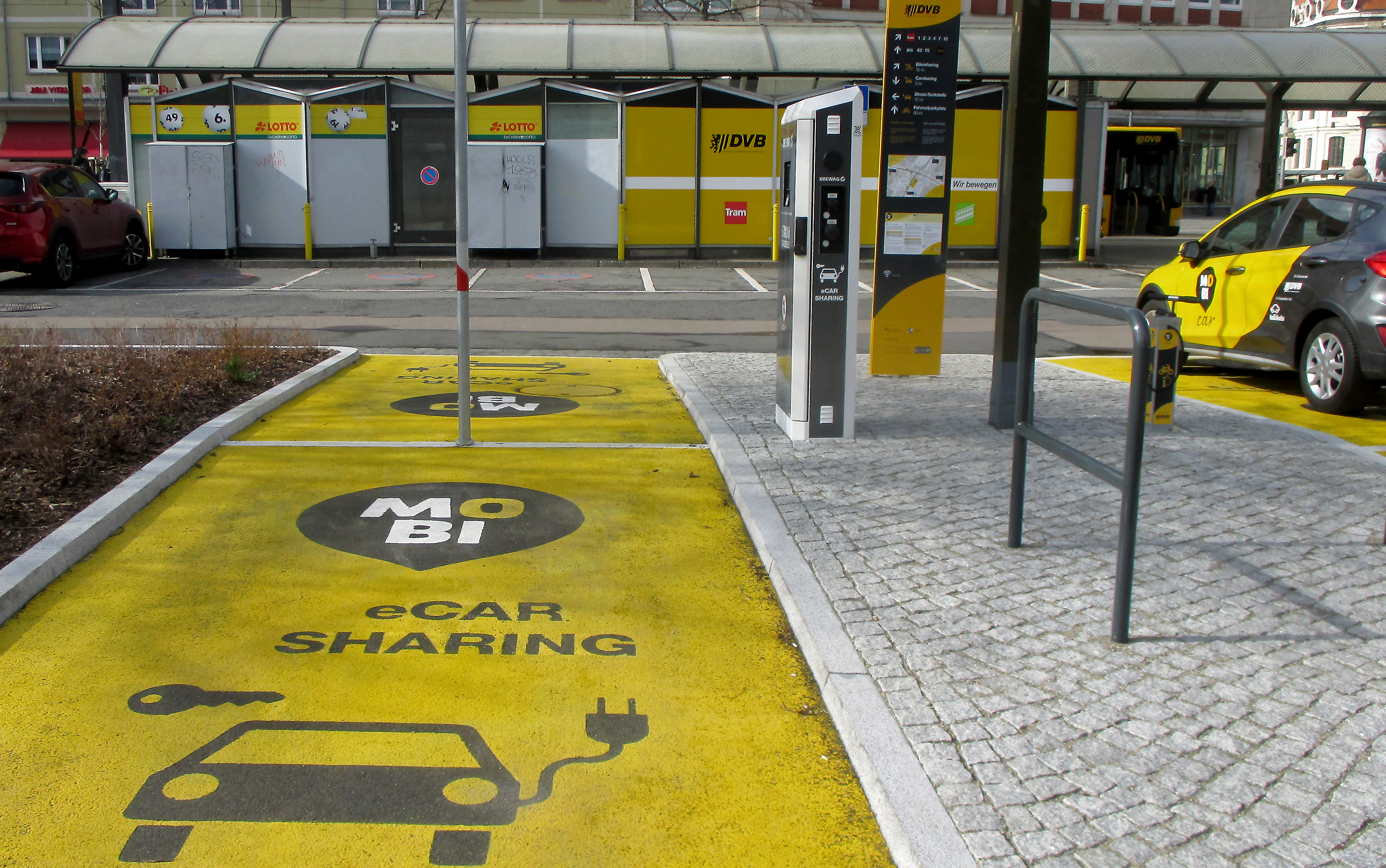
Dresden
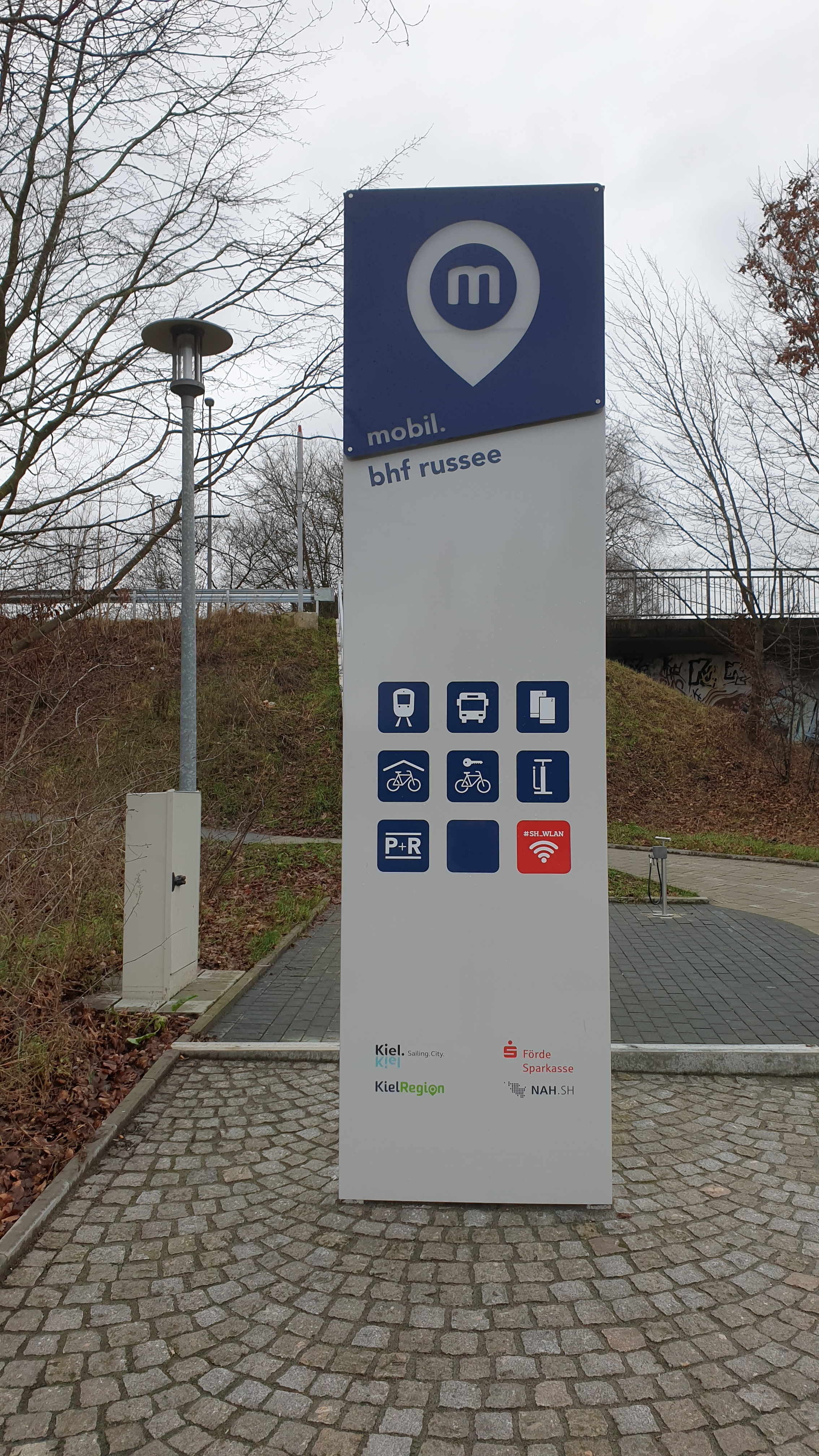
Kiel
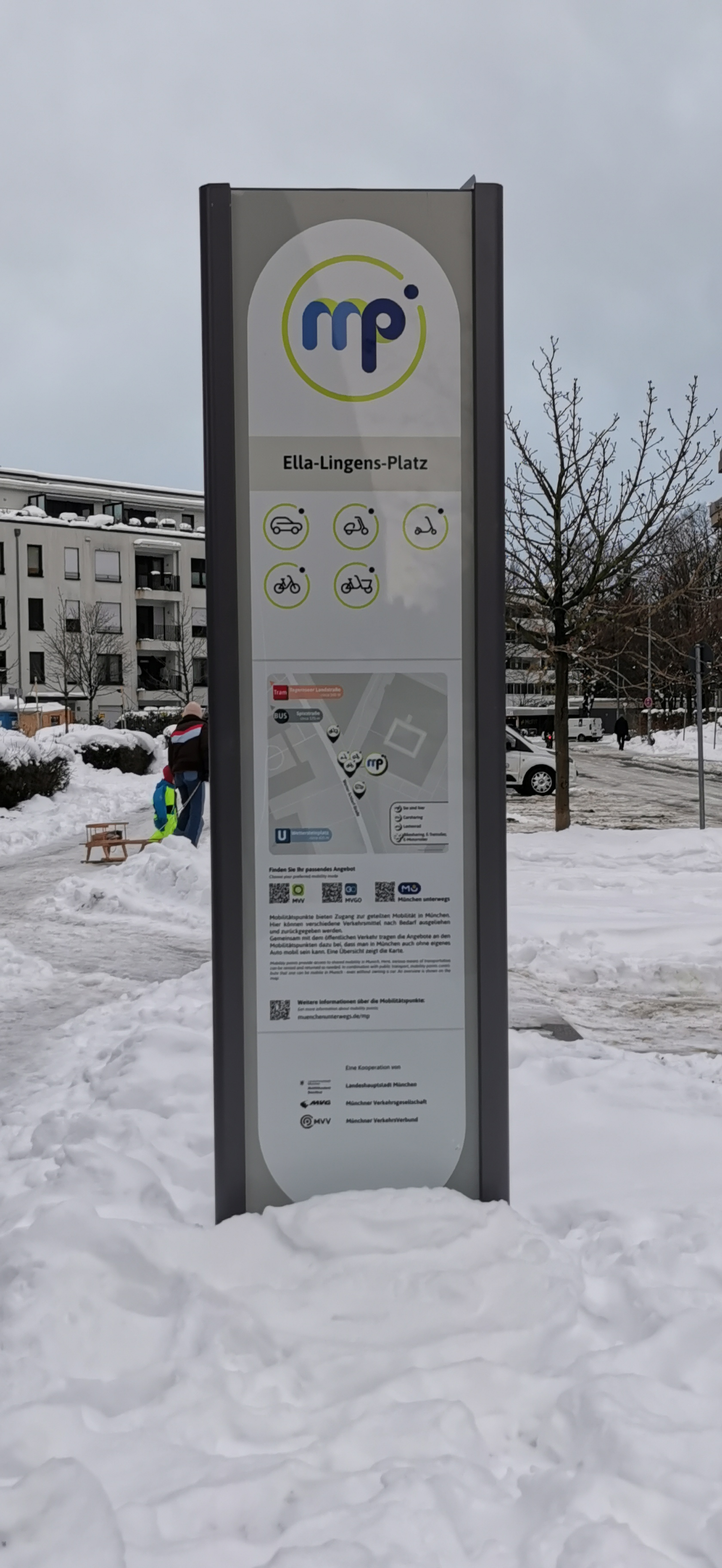
München
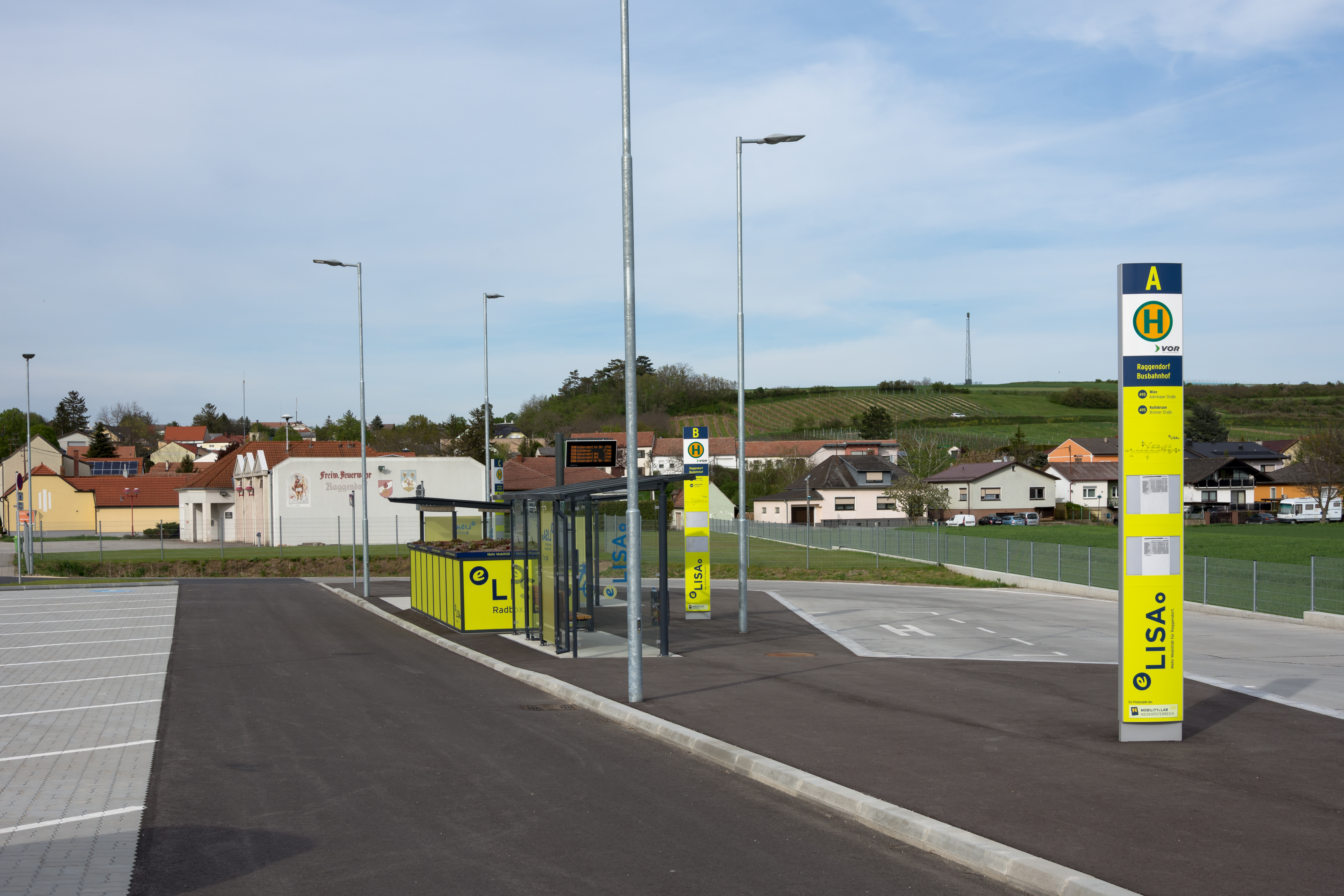
Raggendorf (Weinviertel)
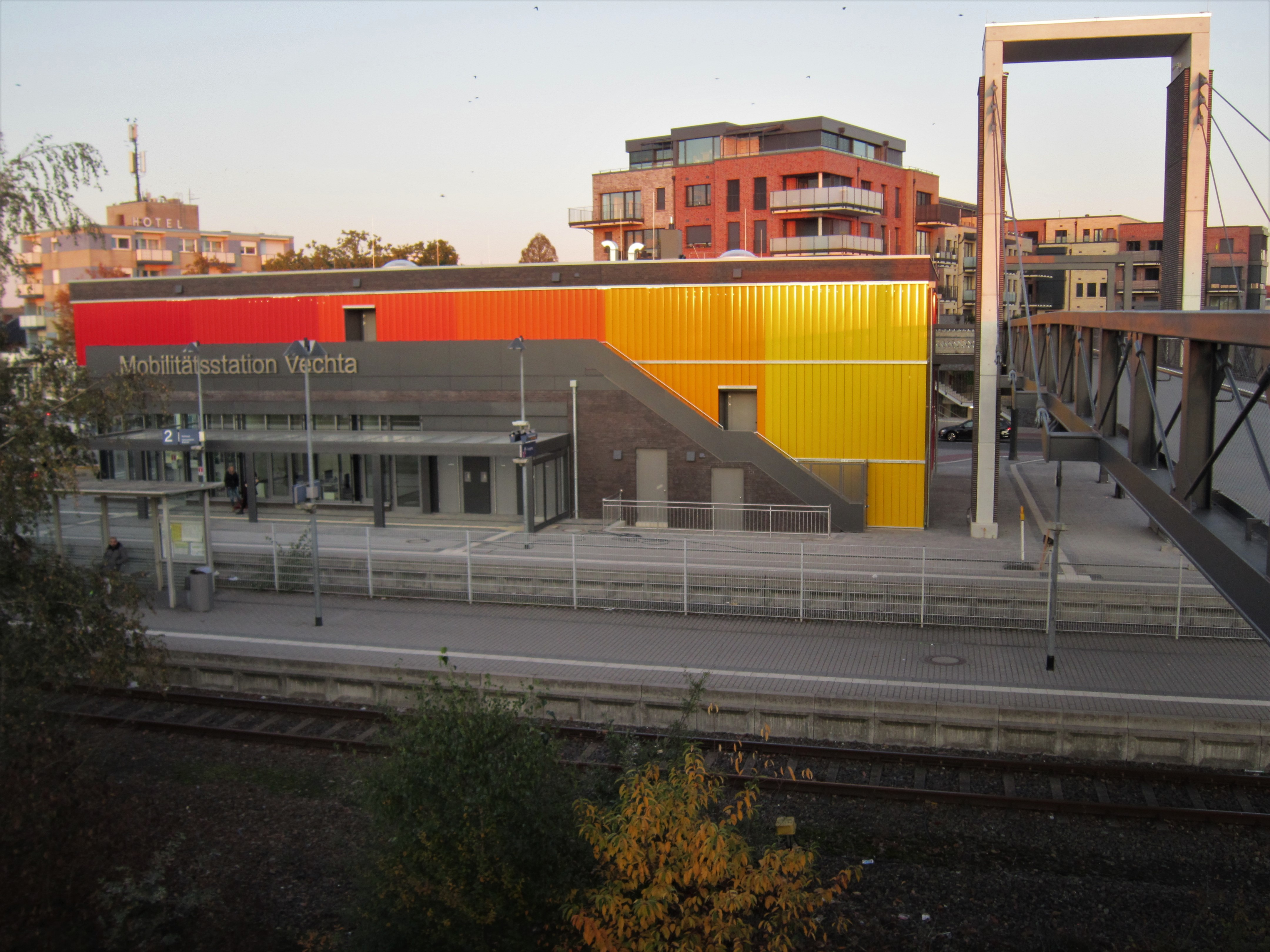
Vechta
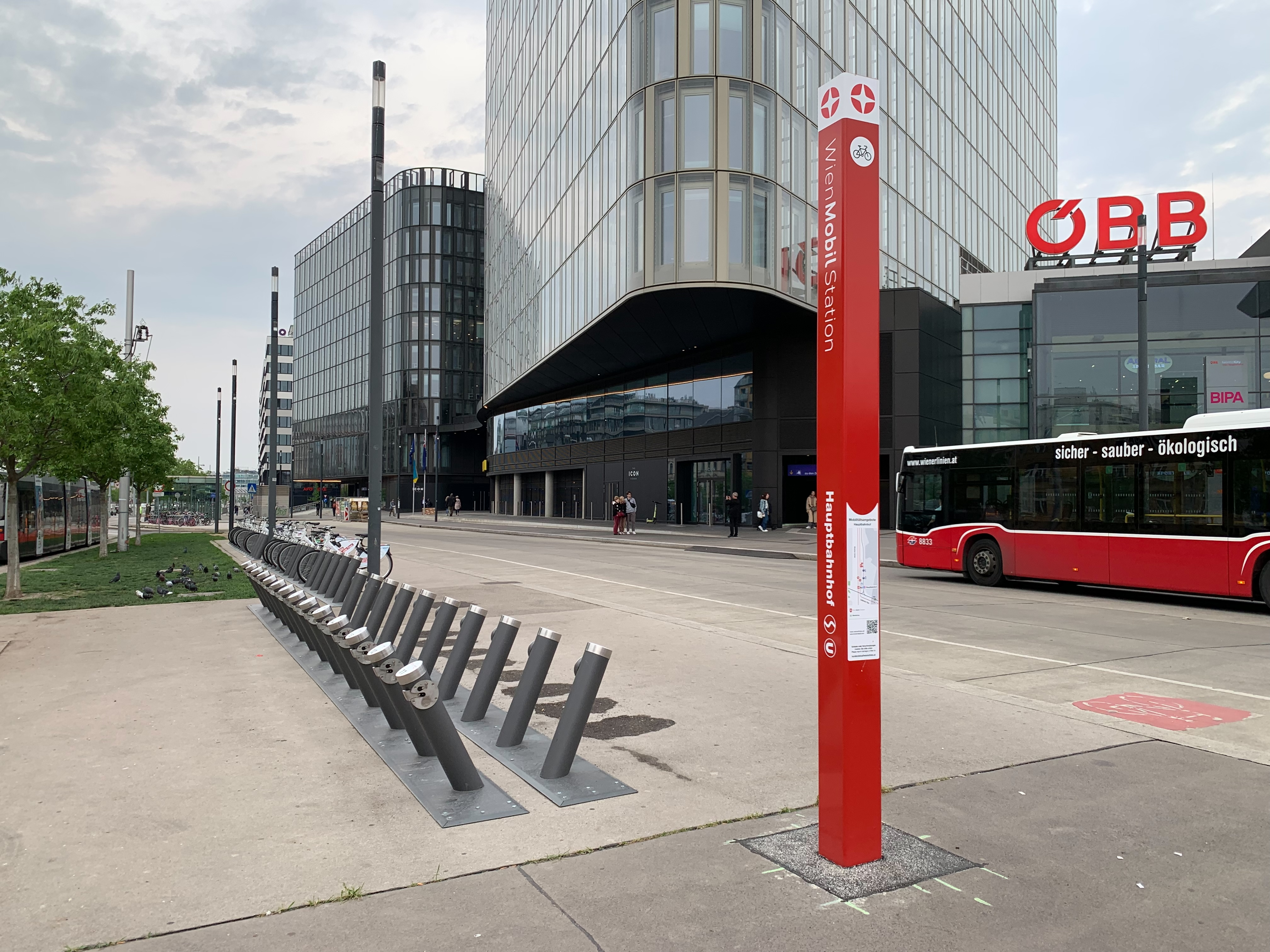
Wien
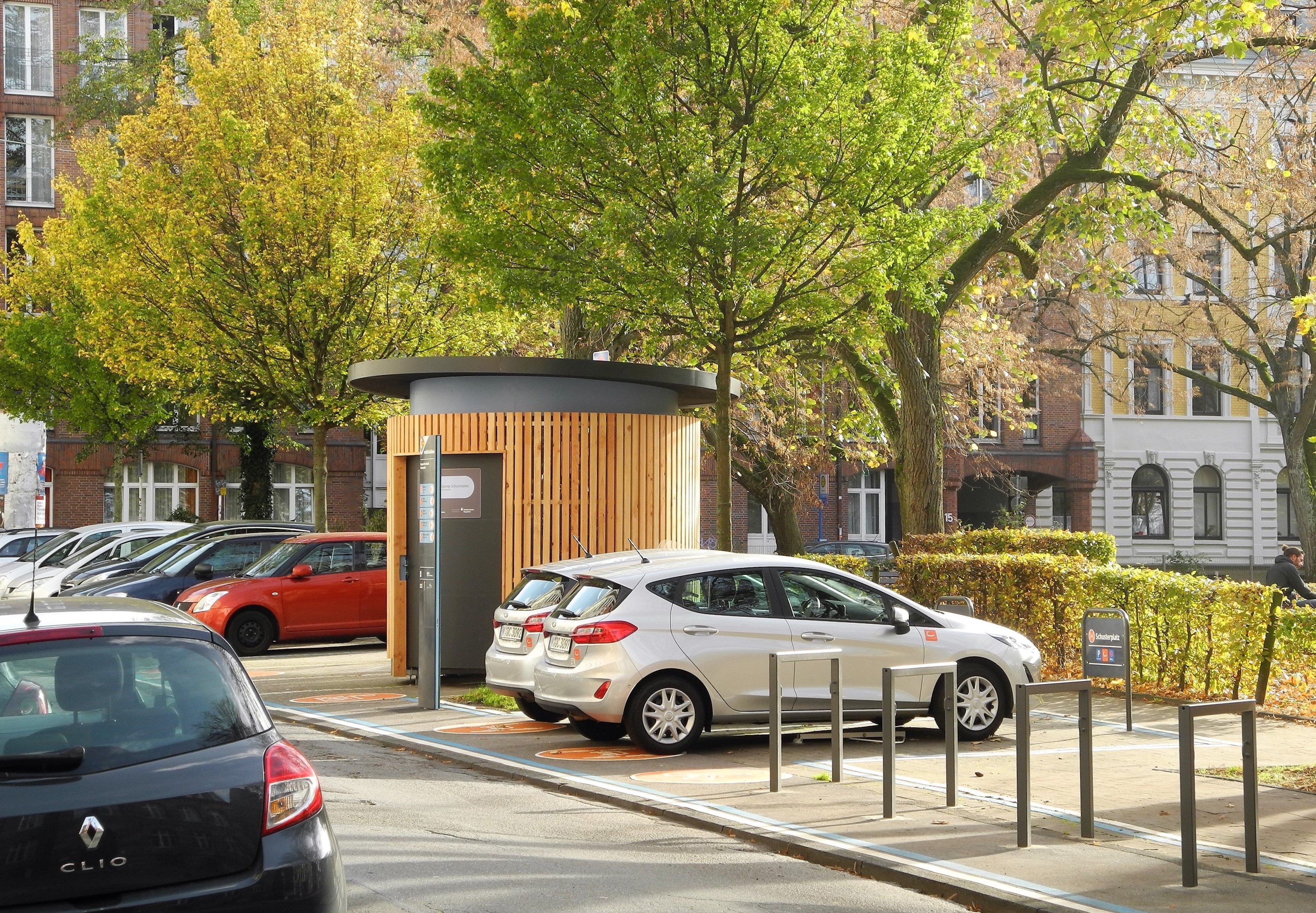
Wuppertal